# Điện ảnh năm 2018
Điện ảnh năm 2018 tổng quan về các sự kiện điện ảnh, bao gồm các phim điện ảnh đạt doanh thu cao nhất, các lễ trao giải, liên hoan phim cùng danh sách các phim điện ảnh được ra mắt trong năm.

## Phim có doanh thu cao nhất
Thứ tự các phim có doanh thu cao nhất phát hành năm 2018:
| Rank | Tên                                               | Distributor      | Worldwide gross   |
| ---- | ------------------------------------------------- | ---------------- | ----------------- |
| 1    | Avengers: Cuộc chiến vô cực                       | Disney           | 2,052,415,039 USD |
| 2    | Black Panther: Chiến binh Báo Đen                 | Disney           | 1,349,926,083 USD |
| 3    | Thế giới khủng long: Vương quốc sụp đổ            | Universal        | 1,310,469,037 USD |
| 4    | Gia đình siêu nhân 2                              | Disney           | 1,243,225,667 USD |
| 5    | Aquaman: Đế vương Atlantis                        | Warner Bros.     | 1,152,028,393 USD |
| 6    | Venom                                             | Sony             | 856,085,161 USD   |
| 7    | Bohemian Rhapsody: Huyền thoại ngôi sao nhạc rock | 20th Century Fox | 903,655,259 USD   |
| 8    | Nhiệm vụ bất khả thi: Sụp đổ                      | Paramount        | 791,658,205 USD   |
| 9    | Deadpool 2                                        | 20th Century Fox | 785,896,632 USD   |
| 10   | Sinh vật huyền bí: Tội ác của Grindelwald         | Warner Bros.     | 655,755,901 USD   |

Avengers: Cuộc chiến vô cực thu về hơn 2 tỉ USD toàn cầu, trở thành phim điện ảnh thứ tư đạt được cột mốc này, và cũng là phim điện ảnh có doanh thu cao thứ 4 mọi thời đại. Ngoài ra, cả bốn phim Black Panther: Chiến binh Báo Đen, Thế giới khủng long: Vương quốc sụp đổ, Gia đình siêu nhân 2 và Aquaman: Đế vương Atlantis đều có doanh thu cán mốc 1 tỉ USD toàn cầu, và lần lượt là các phim điện ảnh có doanh thu cao thứ 9, 12, 15 và 25 mọi thời đại, trong đó Gia đình siêu nhân 2 trở thành phim hoạt hình có doanh thu cao thứ 2 từ trước tới nay.

### Kỷ lục
Chiến binh Báo đen đã giúp Vũ trụ Điện ảnh Marvel trở thành Loạt phim đầu tiên có doanh thu 14 tỉ USD sau chưa đến 10 năm và Cuộc chiến vô cực khiến Marvel thành thương hiệu đầu tiên có 6 phim (Biệt đội siêu anh hùng 2012, Người Sắt 3 2013, Đế chế Ultron 2015, Nội chiến siêu anh hùng 2016, Chiến binh Báo Đen và Cuộc chiến vô cực 2018) đạt doanh thu trên 1 tỉ USD.

## Phim năm 2018

### Tháng 1 – 3
| Ngày công chiếu | Ngày công chiếu | Tựa đề                              | Hãng phim                                                                                       | Diễn viên và người thực hiện | Thể loại                                         | Nguồn  |
| --------------- | --------------- | ----------------------------------- | ----------------------------------------------------------------------------------------------- | --- | ------------------------------------------------ | ------ |
| T H Á N G M Ộ T | 5               | Quỷ quyệt: Chìa khóa quỷ dữ         | Universal Pictures / Blumhouse Productions                                                      | Adam Robitel (đạo diễn); Leigh Whannell (biên kịch); Lin Shaye, Angus Sampson, Leigh Whannell, Spencer Locke, Caitlin Gerard, Kirk Acevedo, Bruce Davison | Kinh dị, Rùng rợn                                | [ 3 ]  |
| T H Á N G M Ộ T | 5               | The Strange Ones                    | Vertical Entertainment                                                                          | Lauren Wolkstein (đạo diễn); Christopher Radcliff (đồng đạo diễn/biên kịch); Alex Pettyfer, James Freedson-Jackson, Emily Althaus, Gene Jones, Owen Campbell, Tobias Campbell                                                                                                  | Chính kịch                                       | [ 4 ]  |
| T H Á N G M Ộ T | 5               | Stratton                            | Momentum Pictures                                                                               | Simon West (đạo diễn); Duncan Falconer, Warren Davis II (biên kịch); Dominic Cooper, Austin Stowell, Gemma Chan, Thomas Kretschmann, Tyler Hoechlin, Tom Felton | Hành động, Rùng rợn                              | [ 5 ]  |
| T H Á N G M Ộ T | 10              | Sweet Country                       | Samuel Goldwyn Films                                                                            | Warwick Thornton (đạo diễn); David Tranter, Steven McGregor (biên kịch); Bryan Brown, Sam Neill | Chính kịch                                       | [ 6 ]  |
| T H Á N G M Ộ T | 12              | Hành khách bí ẩn                    | Lionsgate / StudioCanal / The Picture Company                                                   | Jaume Collet-Serra (đạo diễn); Byron Willinger, Philip de Blasi (biên kịch); Liam Neeson, Vera Farmiga, Patrick Wilson (diễn viên người Mỹ);Patrick Wilson, Jonathan Banks, Elizabeth McGovern, Sam Neill                                                                      | Hành động, Tội phạm, Chính kịch, Bí ẩn, Rùng rợn | [ 7 ]  |
| T H Á N G M Ộ T | 12              | Proud Mary                          | Screen Gems                                                                                     | Babak Najafi (đạo diễn); John S. Newman, Christian Swegal (biên kịch); Taraji P. Henson, Billy Brown, Danny Glover, Neal McDonough, Xander Berkeley, Margaret Avery | Hành động, Rùng rợn                              | [ 8 ]  |
| T H Á N G M Ộ T | 12              | Cú đảo ngoạn mục                    | Lionsgate Premiere                                                                              | Brett Donowho (đạo diễn); Nicolas Aaron Mezzanatto (biên kịch); Bruce Willis, Cole Hauser, Shawn Ashmore, Melissa Bolona, Mike Epps | Hành động, Rùng rợn                              | [ 9 ]  |
| T H Á N G M Ộ T | 12              | Freak Show                          | IFC Films                                                                                       | Trudie Styler (đạo diễn); Patrick J. Clifton, Beth Rigazio (biên kịch); Alex Lawther, Abigail Breslin, Bette Midler, AnnaSophia Robb, Ian Nelson, Lorraine Toussaint, Laverne Cox                                                                                              | Chính kịch                                       | [ 10 ] |
| T H Á N G M Ộ T | 12              | Humor Me                            | Shout! Factory / Shout! Studios                                                                 | Sam Hoffman (đạo diễn/biên kịch); Jemaine Clement, Elliott Gould, Ingrid Michaelson, Annie Potts, Priscilla Lopez, Bebe Neuwirth, Maria Dizzia | Hài                                              | [ 11 ] |
| T H Á N G M Ộ T | 12              | Vazante                             | Music Box Films                                                                                 | Daniela Thomas (đạo diễn/biên kịch); Beto Amaral (biên kịch); Adriano Carvalho, Luana Nastas | Lịch sử, Phiêu lưu, Chính kịch                   | [ 12 ] |
| T H Á N G M Ộ T | 18              | Mary và đóa hoa phù thủy            | GKIDS                                                                                           | Yonebayashi Hiromasa (đạo diễn/biên kịch); Sakaguchi Riko (biên kịch); Ruby Barnhill, Louis Ashbourne Serkis, Kate Winslet, Jim Broadbent, Teresa Gallagher, Ewen Bremner, Rasmus Hardiker, Morwenna Banks, Lynda Baron                                                        | Hoạt hình, Kỳ ảo, Gia đình                       | [ 13 ] |
| T H Á N G M Ộ T | 19              | 12 kỵ binh quả cảm                  | Warner Bros. Pictures / Alcon Entertainment / Black Label Media / Jerry Bruckheimer Films       | Nicolai Fuglsig (đạo diễn); Peter Craig, Ted Tally (biên kịch); Chris Hemsworth, Michael Shannon, Michael Peña, Navid Negahban, Trevante Rhodes, Geoff Stults, Thad Luckinbill, Rob Riggle, William Fichtner                                                                   | Chiến tranh, Chính kịch                          | [ 14 ] |
| T H Á N G M Ộ T | 19              | Những kẻ bất bại                    | STX Entertainment                                                                               | Christian Gudegast (đạo diễn/biên kịch); Paul Scheuring (biên kịch); Gerard Butler, 50 Cent, Pablo Schreiber, O'Shea Jackson Jr., Evan Jones, Dawn Olivieri, Mo McRae, Max Holloway                                                                                            | Trộm cướp, Hành động, Rùng rợn                   | [ 15 ] |
| T H Á N G M Ộ T | 19              | Forever My Girl                     | Roadside Attractions                                                                            | Bethany Ashton Wolf (đạo diễn/biên kịch); Alex Roe, Jessica Rothe, John Benjamin Hickey | Lãng mạn, Âm nhạc, Chính kịch                    | [ 16 ] |
| T H Á N G M Ộ T | 26              | Giải mã mê cung: Lối thoát tử thần  | 20th Century Fox                                                                                | Wes Ball (đạo diễn); T.S. Nowlin (biên kịch); Dylan O'Brien, Kaya Scodelario, Thomas Brodie-Sangster, Ki Hong Lee, Giancarlo Esposito, Aidan Gillen, Walton Goggins, Barry Pepper, Will Poulter, Patricia Clarkson                                                             | Hành động, Khoa học viễn tưởng, Rùng rợn         | [ 17 ] |
| T H Á N G M Ộ T | 26              | The Insult                          | Cohen Media Group                                                                               | Ziad Doueiri (đạo diễn/biên kịch); Joelle Touma (biên kịch); Adel Karam, Camille Salameh, Kamel El Basha | Chính kịch                                       | [ 18 ] |
| T H Á N G M Ộ T | 26              | Please Stand By                     | Magnolia Pictures                                                                               | Ben Lewin (đạo diễn); Michael Golamco (biên kịch); Dakota Fanning, Toni Collette, Alice Eve | Hài, Chính kịch                                  | [ 19 ] |
| T H Á N G H A I | 2               | Dinh thự Winchester                 | Lionsgate / CBS Films                                                                           | The Spierig Brothers (đạo diễn/biên kịch); Helen Mirren, Jason Clarke, Sarah Snook, Angus Sampson | Kinh dị                                          | [ 20 ] |
| T H Á N G H A I | 2               | A Fantastic Woman                   | Sony Pictures Classics                                                                          | Sebastián Lelio (đạo diễn/biên kịch); Gonzalo Maza (biên kịch); Daniela Vega, Francisco Reyes | Chính kịch                                       | [ 21 ] |
| T H Á N G H A I | 2               | Armed                               | GVN Releasing                                                                                   | Mario Van Peebles (đạo diễn/biên kịch); Mario Van Peebles, William Fichtner, Ryan Guzman, Columbus Short, Laz Alonso | Hành động                                        | [ 22 ] |
| T H Á N G H A I | 4               | The Cloverfield Paradox             | Paramount Pictures / Netflix / Bad Robot Productions                                            | Julius Onah (đạo diễn); Oren Uziel, Doug Jung (biên kịch); Daniel Brühl, Elizabeth Debicki, Aksel Hennie, Gugu Mbatha-Raw, Chris O'Dowd, John Ortiz, David Oyelowo, Zhang Ziyi                                                                                                 | Khoa học viễn tưởng, Kinh dị, Rùng rợn           | [ 23 ] |
| T H Á N G H A I | 9               | The 15:17 to Paris                  | Warner Bros. Pictures / Village Roadshow Pictures / RatPac Entertainment                        | Clint Eastwood (đạo diễn); Dorothy Blyskal (biên kịch); Anthony Sadler, Alek Skarlatos, Spencer Stone, Judy Greer, Jenna Fischer, Ray Corasani | Tiểu sử, Chính kịch                              | [ 24 ] |
| T H Á N G H A I | 9               | Năm mươi sắc thái tự do             | Universal Pictures                                                                              | James Foley (đạo diễn); Niall Leonard (biên kịch); Dakota Johnson, Jamie Dornan, Kim Basinger, Eric Johnson, Max Martini, Brant Daugherty, Fay Masterson, Luke Grimes, Rita Ora, Arielle Kebbel                                                                                | Chính kịch, Lãng mạn                             | [ 25 ] |
| T H Á N G H A I | 9               | Thỏ Peter                           | Columbia Pictures / Sony Pictures Animation                                                     | Will Gluck (đạo diễn/biên kịch); Rob Lieber (biên kịch); James Corden, Domhnall Gleeson, Rose Byrne, Margot Robbie, Daisy Ridley, Elizabeth Debicki, Sam Neill | Hoạt hình, Gia đình, Hài                         | [ 26 ] |
| T H Á N G H A I | 9               | La Boda de Valentina                | Lionsgate / Pantelion Films                                                                     | Marco Polo Constandse (đạo diễn); Omar Chaparro, Marimar Vega, Ryan Carnes | Hài, Lãng mạn                                    | [ 27 ] |
| T H Á N G H A I | 9               | Kri                                 | Subas Entertainment Production / Super Kajal Films                                              | Surendra Poudel (đạo diễn/biên kịch); Anmol K.C., Aditi Budhathoki, Anoop Bikram Shahi | Hành động, Lãng mạn                              | [ 28 ] |
| T H Á N G H A I | 9               | Permission                          | Good Dead Entertainment                                                                         | Brian Crano (đạo diễn/biên kịch); Rebecca Hall, Dan Stevens, Morgan Spector, David Joseph Craig, Gina Gershon, Jason Sudeikis | Chính kịch, Lãng mạn, Hài                        | [ 29 ] |
| T H Á N G H A I | 9               | Monster Family                      | Viva Pictures                                                                                   | Holger Tappe (đạo diễn); David Safier, Catharine Junk (biên kịch); Emily Watson, Jason Isaacs, Nick Frost, Jessica Brown Findlay, Celia Imrie, Catherine Tate | Hoạt hình, Hài, Gia đình, Kinh dị                | [ 30 ] |
| T H Á N G H A I | 9               | Golden Exits                        | Vertical Entertainment                                                                          | Alex Ross Perry (đạo diễn/biên kịch); Emily Browning, Adam Horowitz, Mary-Louise Parker, Jason Schwartzman, Chloë Sevigny, Analeigh Tipton | Chính kịch                                       | [ 31 ] |
| T H Á N G H A I | 16              | Black Panther: Chiến binh Báo Đen   | Marvel Studios                                                                                  | Ryan Coogler (); Joe Robert Cole (biên kịch); Chadwick Boseman, Michael B. Jordan, Lupita Nyong'o, Danai Gurira, Martin Freeman, Daniel Kaluuya, Letitia Wright, Winston Duke, Angela Bassett, Forest Whitaker, Andy Serkis                                                    | Siêu anh hùng, Hành động, Phiêu lưu              | [ 32 ] |
| T H Á N G H A I | 16              | Ngôi làng tiền sử                   | Summit Entertainment / StudioCanal / Aardman Animations                                         | Nick Park (đạo diễn); Mark Burton, John O'Farrell (biên kịch); Eddie Redmayne, Tom Hiddleston, Maisie Williams, Timothy Spall | Hoạt hình, Hài, Gia đình, Phiêu lưu              | [ 33 ] |
| T H Á N G H A I | 16              | Loveless                            | Sony Pictures Classics                                                                          | Andrey Zvyagintsev (đạo diễn); Oleg Negin, Andrey Zvyagintsev (biên kịch); Maryana Spivak, Alexei Rozin, Matvey Novikov, Marina Vasilyeva, Andris Keišs | Chính kịch                                       | [ 34 ] |
| T H Á N G H A I | 16              | The Party                           | Roadside Attractions                                                                            | Sally Potter (đạo diễn/biên kịch); Timothy Spall, Kristin Scott Thomas, Patricia Clarkson, Emily Mortimer, Cillian Murphy, Bruno Ganz | Hài, Chính kịch                                  | [ 35 ] |
| T H Á N G H A I | 16              | Nostalgia                           | Bleecker Street                                                                                 | Mark Pellington (đạo diễn/biên kịch); Alex Ross Perry (biên kịch); Jon Hamm, Nick Offerman, Amber Tamblyn, Patton Oswalt, Catherine Keener, Ellen Burstyn, Bruce Dern, John Ortiz, James LeGros                                                                                | Chính kịch                                       | [ 36 ] |
| T H Á N G H A I | 16              | Black '47                           | Fastnet Films / Samsa Films / UMedia / Altitude Film                                            | Lance Daly (đạo diễn); PJ Dillon, Pierce Ryan, Eugene O'Brien, & Lance Daly (biên kịch); Hugo Weaving, Jim Broadbent, Stephen Rea, Freddie Fox, Moe Dunford, James Frecheville, Sarah Greene, Barry Keoghan                                                                    | Chính kịch                                       | [ 37 ] |
| T H Á N G H A I | 16              | Samson                              | Pure Flix                                                                                       | Bruce Macdonald (đạo diễn); Timothy Ratajczak, Jason Baumgardner (biên kịch); Taylor James, Jackson Rathbone, Billy Zane, Caitlin Leahy, Rutger Hauer, Lindsay Wagner | Hành động, Chính kịch                            | [ 38 ] |
| T H Á N G H A I | 23              | Đêm chơi nhớ đời                    | Warner Bros. Pictures / New Line Cinema / RatPac Entertainment / Davis Entertainment            | Jonathan Goldstein, John Francis Daley (đạo diễn); Mark Perez (biên kịch); Jason Bateman, Rachel McAdams, Kyle Chandler, Billy Magnussen, Sharon Horgan, Lamorne Morris, Kylie Bunbury, Jesse Plemons, Michael C. Hall                                                         | Hành động, Hài, Tội phạm, Bí ẩn, Rùng rợn        | [ 39 ] |
| T H Á N G H A I | 23              | Annihilation                        | Paramount Pictures / Netflix / Skydance Media / DNA Films                                       | Alex Garland (đạo diễn/biên kịch); Natalie Portman, Jennifer Jason Leigh, Gina Rodriguez, Tessa Thompson, Tuva Novotny, Oscar Isaac | Khoa học viễn tưởng, Kỳ ảo, Hành động, Kinh dị   | [ 40 ] |
| T H Á N G H A I | 23              | Every Day                           | Orion Pictures                                                                                  | Michael Sucsy (đạo diễn); Jesse Andrews (biên kịch); Angourie Rice, Maria Bello, Debby Ryan, Jacob Batalon, Justice Smith, Lucas Jade Zumann | Lãng mạn, Chính kịch                             | [ 41 ] |
| T H Á N G H A I | 23              | Luật quỷ                            | Epic Pictures Group                                                                             | Brian O'Malley (đạo diễn); David Turpin (biên kịch); Charlotte Vega, Bill Milner, Eugene Simon, David Bradley, Deirdre O'Kane, Moe Dunford | Kinh dị                                          | [ 42 ] |
| T H Á N G H A I | 23              | Xác sống                            | IFC Films                                                                                       | David Freyne (đạo diễn); Ellen Page, Sam Keeley, Tom Vaughan-Lawlor | Kinh dị                                          | [ 43 ] |
| T H Á N G B A   | 2               | Điệp vụ Chim sẻ đỏ                  | 20th Century Fox / Chernin Entertainment                                                        | Francis Lawrence (đạo diễn); Justin Haythe (biên kịch); Jennifer Lawrence, Joel Edgerton, Matthias Schoenaerts, Charlotte Rampling, Mary-Louise Parker, Jeremy Irons | Hành động, Chính kịch, Bí ẩn, Rùng rợn           | [ 44 ] |
| T H Á N G B A   | 2               | Pickings                            | Digital Magic Entertainment                                                                     | Usher Morgan (đạo diễn/biên kịch); Elyse Price, Joel Bernard, Katie Vincent, Joe Trombino | Tội phạm, Chính kịch                             | [ 45 ] |
| T H Á N G B A   | 2               | Thần chết                           | Metro-Goldwyn-Mayer                                                                             | Eli Roth (đạo diễn); Joe Carnahan (biên kịch); Bruce Willis, Vincent D'Onofrio, Dean Norris, Kimberly Elise, Mike Epps, Elisabeth Shue, Camila Morrone | Hành động                                        | [ 46 ] |
| T H Á N G B A   | 2               | Foxtrot                             | Sony Pictures Classics                                                                          | Samuel Maoz (đạo diễn/biên kịch); Lior Ashkenazi, Sarah Adler, Yonatan Shiray | Chính kịch                                       | [ 47 ] |
| T H Á N G B A   | 2               | The Vanishing of Sidney Hall        | A24                                                                                             | Shawn Christensen (đạo diễn/biên kịch); Jason Dolan (biên kịch); Logan Lerman, Elle Fanning, Michelle Monaghan, Nathan Lane, Kyle Chandler | Chính kịch, Bí ẩn                                | [ 48 ] |
| T H Á N G B A   | 9               | Nếp gấp thời gian                   | Walt Disney Pictures                                                                            | Ava DuVernay (đạo diễn); Jennifer Lee (biên kịch); Storm Reid, Oprah Winfrey, Reese Witherspoon, Mindy Kaling, Levi Miller, Deric McCabe, Chris Pine, Gugu Mbatha-Raw, Michael Peña, Zach Galifianakis                                                                         | Kỳ ảo, Gia đình, Phiêu lưu                       | [ 49 ] |
| T H Á N G B A   | 9               | Nhọ gặp hên                         | Amazon Studios / STX Entertainment                                                              | Nash Edgerton (đạo diễn); Anthony Tambakis, Matthew Stone (biên kịch); David Oyelowo, Charlize Theron, Joel Edgerton, Amanda Seyfried, Thandie Newton, Sharlto Copley | Hành động, Hài, Chính kịch                       | [ 50 ] |
| T H Á N G B A   | 9               | Thoroughbreds                       | Focus Features                                                                                  | Cory Finley (đạo diễn/biên kịch); Olivia Cooke, Anya Taylor-Joy, Anton Yelchin, Paul Sparks, Francie Swift | Chính kịch, Rùng rợn                             | [ 51 ] |
| T H Á N G B A   | 9               | The Death of Stalin                 | IFC Films                                                                                       | Armando Iannucci (đạo diễn/biên kịch); Steve Buscemi, Simon Russell Beale, Paddy Considine, Rupert Friend, Jason Isaacs, Michael Palin, Andrea Riseborough, Jeffrey Tambor | Chính trị, Hài                                   | [ 52 ] |
| T H Á N G B A   | 9               | The Leisure Seeker                  | Sony Pictures Classics                                                                          | Paolo Virzì (đạo diễn/biên kịch); Francesca Archibugi, Francesco Piccolo, Stephen Amidon (biên kịch); Donald Sutherland, Helen Mirren | Chính kịch                                       | [ 53 ] |
| T H Á N G B A   | 9               | Vụ cướp trong tâm bão               | Entertainment Studios                                                                           | Rob Cohen (đạo diễn/biên kịch); Toby Kebbell, Maggie Grace, Ryan Kwanten, Melissa Bolona, Ralph Ineson | Thảm họa, Rùng rợn                               | [ 54 ] |
| T H Á N G B A   | 9               | The Strangers: Prey at Night        | Aviron Pictures / Rogue                                                                         | Johannes Roberts (đạo diễn); Bryan Bertino, Ben Ketai (biên kịch); Christina Hendricks, Martin Henderson, Bailee Madison, Lewis Pullman | Kinh dị, Rùng rợn                                | [ 55 ] |
| T H Á N G B A   | 16              | Tomb Raider: Huyền thoại bắt đầu    | Warner Bros. Pictures / GK Films / Metro-Goldwyn-Mayer / Square Enix                            | Roar Uthaug (đạo diễn); Geneva Robertson-Dworet (biên kịch); Alicia Vikander, Dominic West, Walton Goggins, Daniel Wu, Kristin Scott Thomas, Derek Jacobi, Nick Frost, Hannah John-Kamen                                                                                       | Hành động, Phiêu lưu                             | [ 56 ] |
| T H Á N G B A   | 16              | Thương mến, Simon                   | Fox 2000 Pictures                                                                               | Greg Berlanti (đạo diễn); Isaac Aptaker, Elizabeth Berger (biên kịch); Nick Robinson (diễn viên người Mỹ);Nick Robinson, Katherine Langford, Alexandra Shipp, Jorge Lendeborg Jr., Miles Heizer, Keiynan Lonsdale, Logan Miller, Jennifer Garner, Josh Duhamel, Tony Hale      | Chính kịch, Hài                                  | [ 57 ] |
| T H Á N G B A   | 16              | I Can Only Imagine                  | Roadside Attractions / Lionsgate                                                                | Jon Erwin (đạo diễn/biên kịch); Andrew Erwin (đồng đạo diễn), Alex Cramer, Brent McCorkle (biên kịch); Cloris Leachman, Dennis Quaid, Priscilla Shirer, Madeline Carroll, J. Michael Finley, Trace Adkins                                                                      | Chính kịch                                       | [ 58 ] |
| T H Á N G B A   | 16              | 7 Days in Entebbe                   | Focus Features / StudioCanal / Participant Media / Working Title Films                          | José Padilha (đạo diễn); Gregory Burke (biên kịch); Rosamund Pike, Daniel Bruhl, Vincent Cassel, Eddie Marsan, Ben Schnetzer | Hành động, Rùng rợn                              | [ 59 ] |
| T H Á N G B A   | 16              | Furlough                            | IFC Films                                                                                       | Laurie Collyer (đạo diễn); Barry Strugatz (biên kịch); Melissa Leo, Tessa Thompson, La La Anthony, Whoopi Goldberg, Anna Paquin | Chính kịch, Hài                                  | [ 60 ] |
| T H Á N G B A   | 16              | Josie                               | Screen Media Films                                                                              | Eric England (đạo diễn), Anthony Ragnone II (biên kịch); Sophie Turner, Dylan McDermott, Jack Kilmer | Chính kịch, Rùng rợn                             | [ 61 ] |
| T H Á N G B A   | 16              | Flower                              | The Orchard                                                                                     | Max Winkler (đạo diễn), Alex McAulay (biên kịch); Zoey Deutch, Kathryn Hahn, Tim Heidecker, Joey Morgan, Adam Scott | Hài                                              | [ 62 ] |
| T H Á N G B A   | 23              | Pacific Rim: Trỗi dậy               | Universal Pictures / Legendary Pictures                                                         | Steven S. DeKnight (đạo diễn/biên kịch); Emily Carmichael, Kira Snyder, T.S. Nowlin (biên kịch); John Boyega, Scott Eastwood, Cailee Spaeny, Charlie Day, Burn Gorman, Rinko Kikuchi, Jing Tian, Adria Arjona, Zhang Jin                                                       | Hành động, Phiêu lưu, Khoa học viễn tưởng        | [ 63 ] |
| T H Á N G B A   | 23              | Đảo của những chú chó               | Fox Searchlight Pictures / Indian Paintbrush                                                    | Wes Anderson (đạo diễn/biên kịch); Bryan Cranston, Edward Norton, Bill Murray, Jeff Goldblum, Bob Balaban, Greta Gerwig, Frances McDormand, Courtney B. Vance, Fisher Stevens, Harvey Keitel, Liev Schreiber, Scarlett Johansson, Tilda Swinton, F. Murray Abraham, Frank Wood | Hoạt hình, Hài                                   | [ 64 ] |
| T H Á N G B A   | 23              | Sherlock Gnomes: Thám tử siêu quậy  | Paramount Pictures / Paramount Animation / Metro-Goldwyn-Mayer / Rocket Pictures                | John Stevenson (đạo diễn); Ben Zazove (biên kịch); James McAvoy, Emily Blunt, Johnny Depp, Chiwetel Ejiofor, Mary J. Blige, Michael Caine, Maggie Smith, Ashley Jensen, Matt Lucas, Stephen Merchant, Julie Walters, Richard Wilson                                            | Hoạt hình, Lãng mạn, Hài, Bí ẩn, Gia đình        | [ 65 ] |
| T H Á N G B A   | 23              | Unsane                              | Bleecker Street                                                                                 | Steven Soderbergh (đạo diễn); Jonathan Bernstein, James Greer (biên kịch); Claire Foy, Joshua Leonard, Jay Pharoah, Juno Temple, Aimee Mullins, Amy Irving | Kinh dị, Rùng rợn                                | [ 66 ] |
| T H Á N G B A   | 23              | Paul, Apostle of Christ             | Affirm Films                                                                                    | Andrew Hyatt (đạo diễn/biên kịch); James Faulkner, Jim Caviezel, Olivier Martinez, Joanne Whalley, John Lynch | Lịch sử, Chính kịch                              | [ 67 ] |
| T H Á N G B A   | 23              | Final Portrait                      | Sony Pictures Classics                                                                          | Stanley Tucci (đạo diễn/biên kịch); Geoffrey Rush, Armie Hammer, Clémence Poésy, Tony Shalhoub, James Faulkner, Sylvie Testud | Chính kịch                                       | [ 68 ] |
| T H Á N G B A   | 23              | Midnight Sun                        | Global Road Entertainment                                                                       | Scott Speer (đạo diễn); Eric Kirsten (biên kịch); Bella Thorne, Patrick Schwarzenegger, Rob Riggle, Quinn Shephard | Lãng mạn, Chính kịch                             | [ 69 ] |
| T H Á N G B A   | 23              | Followers                           | Synkronized Films                                                                               | Ryan Justice (đạo diễn/biên kịch); Ian Longen, Jason Henne (biên kịch); Amanda Delaney, Justin Maina, Sean Michael Gloria, Nishant Gogna, David E. McMahon | Kinh dị, Rùng rợn                                | [ 70 ] |
| T H Á N G B A   | 29              | Ready Player One: Đấu trường ảo     | Warner Bros. Pictures / Village Roadshow Pictures / RatPac Entertainment / Amblin Entertainment | Steven Spielberg (đạo diễn); Ernest Cline, Zak Penn (biên kịch); Tye Sheridan, Olivia Cooke, Ben Mendelsohn, Lena Waithe, T.J. Miller, Simon Pegg, Mark Rylance, Win Morisaki, Philip Zhao, Hannah John-Kamen                                                                  | Phiêu lưu, Khoa học viễn tưởng                   | [ 71 ] |
| T H Á N G B A   | 30              | Tyler Perry's Acrimony              | Lionsgate / Tyler Perry Films                                                                   | Tyler Perry (đạo diễn/biên kịch); Taraji P. Henson, Lyriq Bent, Tika Sumpter | Chính kịch, Rùng rợn                             | [ 72 ] |
| T H Á N G B A   | 30              | God's Not Dead: A Light in Darkness | Pure Flix                                                                                       | Michael Mason (đạo diễn/biên kịch); David A. R. White, John Corbett, Shane Harper, Benjamin Onyango, Ted McGinley, Jennifer Taylor, Tatum O'Neal, Shwayze, Cissy Houston | Chính kịch                                       | [ 73 ] |
| T H Á N G B A   | 30              | Gemini                              | Neon                                                                                            | Aaron Katz (đạo diễn/biên kịch); Lola Kirke, Zoë Kravitz, Greta Lee, Michelle Forbes, Nelson Franklin, Reeve Carney, Jessica Parker Kennedy, James Ransone, Ricki Lake, John Cho                                                                                               | Bí ẩn, Rùng rợn                                  | [ 74 ] |
| T H Á N G B A   | 30              | The Last Movie Star                 | A24                                                                                             | Adam Rifkin (đạo diễn/biên kịch); Burt Reynolds, Ariel Winter, Clark Duke, Ellar Coltrane, Chevy Chase | Chính kịch                                       | [ 75 ] |

### Tháng 4 – 6
| Ngày công chiếu | Ngày công chiếu | Tựa đề                                 | Hãng phim                                                      | Diễn viên và người thực hiện | Thể loại                                       | Nguồn   |
| --------------- | --------------- | -------------------------------------- | -------------------------------------------------------------- | --- | ---------------------------------------------- | ------- |
| T H Á N G T Ư   | 6               | Vùng đất câm lặng                      | Paramount Pictures / Platinum Dunes                            | John Krasinski (đạo diễn/biên kịch); Scott Beck, Bryan Woods (biên kịch); John Krasinski, Emily Blunt, Millicent Simmonds, Noah Jupe | Chính kịch, Kinh dị, Rùng rợn                  | [ 76 ]  |
| T H Á N G T Ư   | 6               | Blockers                               | Universal Pictures                                             | Kay Cannon (đạo diễn); Eben Russell, Jon Hurwitz, Hayden Schlossberg, Brian Kehoe, Jim Kehoe (biên kịch); Leslie Mann, Ike Barinholtz, John Cena, Kathryn Newton, Graham Phillips, June Diane Raphael, Hannibal Buress, Sarayu Blue | Hài                                            | [ 77 ]  |
| T H Á N G T Ư   | 6               | You Were Never Really Here             | Amazon Studios                                                 | Lynne Ramsay (đạo diễn/biên kịch); Joaquin Phoenix, Ekaterina Samsonov, Alex Manette, John Doman, Judith Roberts | Rùng rợn                                       | [ 78 ]  |
| T H Á N G T Ư   | 6               | Chappaquiddick                         | Entertainment Studios                                          | John Curran (đạo diễn); Taylor Allen, Andrew Logan (biên kịch); Jason Clarke, Kate Mara, Ed Helms, Bruce Dern, Jim Gaffigan, Taylor Nichols | Chính kịch                                     | [ 79 ]  |
| T H Á N G T Ư   | 6               | Pandas                                 | Warner Bros. Pictures / IMAX                                   | Drew Fellman, David Douglas (đạo diễn); Drew Fellman (biên kịch); Kristen Bell | Tài liệu                                       | [ 80 ]  |
| T H Á N G T Ư   | 6               | Lean on Pete                           | A24                                                            | Andrew Haigh (đạo diễn/biên kịch); Charlie Plummer, Chloë Sevigny, Travis Fimmel, Steve Buscemi | Chính kịch, Thể thao                           | [ 81 ]  |
| T H Á N G T Ư   | 6               | The Miracle Season                     | LD Entertainment                                               | Sean McNamara (đạo diễn); David Aaron Cohen, Elissa Matsueda (biên kịch); Helen Hunt, William Hurt, Erin Moriarty, Danika Yarosh | Chính kịch, Thể thao                           | [ 82 ]  |
| T H Á N G T Ư   | 11              | Beirut                                 | Bleecker Street                                                | Brad Anderson (đạo diễn); Tony Gilroy (biên kịch); Jon Hamm, Rosamund Pike, Dean Norris, Shea Whigham, Larry Pine, Mark Pellegrino | Hành động, Rùng rợn                            | [ 36 ]  |
| T H Á N G T Ư   | 13              | Siêu thú cuồng nộ                      | Warner Bros. Pictures / New Line Cinema                        | Brad Peyton (đạo diễn); Ryan Engle (biên kịch); Dwayne Johnson, Naomie Harris, Malin Åkerman, Jake Lacy, Marley Shelton, Joe Manganiello, Jeffrey Dean Morgan | Hành động, Phiêu lưu, Khoa học viễn tưởng      | [ 83 ]  |
| T H Á N G T Ư   | 13              | Truth or Dare: Chơi hay chết?          | Universal Pictures / Blumhouse Productions                     | Jeff Wadlow (đạo diễn/biên kịch); Michael Reisz, Chris Roach, Jillian Jacobs (biên kịch); Lucy Hale, Tyler Posey, Violett Beane, Nolan Gerard Funk, Hayden Szeto, Sophia Taylor Ali | Kinh dị                                        | [ 84 ]  |
| T H Á N G T Ư   | 13              | The Rider                              | Sony Pictures Classics                                         | Chloé Zhao (đạo diễn/biên kịch); Brady Jandreau | Chính kịch, Tiểu sử                            | [ 85 ]  |
| T H Á N G T Ư   | 13              | Sgt. Stubby: An American Hero          | Fun Academy Motion Pictures / Mikros Image                     | Richard Lanni (đạo diễn/biên kịch); Mike Stokey (biên kịch); Logan Lerman, Helena Bonham Carter, Gérard Depardieu | Hoạt hình, Gia đình                            | [ 86 ]  |
| T H Á N G T Ư   | 20              | Chị thấy chị đẹp                       | STX Entertainment                                              | Abby Kohn, Marc Silverstein (đạo diễn/biên kịch); Amy Schumer, Michelle Williams, Emily Ratajkowski, Rory Scovel | Hài                                            | [ 87 ]  |
| T H Á N G T Ư   | 20              | Super Troopers 2                       | Fox Searchlight Pictures                                       | Jay Chandrasekhar (đạo diễn); Broken Lizard (biên kịch); Jay Chandrasekhar, Paul Soter, Steve Lemme, Erik Stolhanske, Kevin Heffernan | Tội phạm, Hài, Bí ẩn                           | [ 88 ]  |
| T H Á N G T Ư   | 20              | Traffik                                | Summit Entertainment / Codeblack Films                         | Deon Taylor (đạo diễn/biên kịch); Paula Patton, Omar Epps, Missi Pyle, William Fichtner, Roselyn Sanchez, Dawn Olivieri, Laz Alonso | Rùng rợn                                       | [ 89 ]  |
| T H Á N G T Ư   | 20              | The House of Tomorrow                  | Shout! Studios                                                 | Peter Livolsi (đạo diễn/biên kịch); Asa Butterfield, Nick Offerman, Ellen Burstyn, Alex Wolff, Maude Apatow | Chính kịch                                     | [ 90 ]  |
| T H Á N G T Ư   | 27              | Avengers: Cuộc chiến vô cực            | Marvel Studios                                                 | Anthony Russo và Joe Russo (đạo diễn); Christopher Markus and Stephen McFeely (biên kịch); Robert Downey Jr., Chris Hemsworth, Mark Ruffalo, Chris Evans, Scarlett Johansson, Benedict Cumberbatch, Don Cheadle, Tom Holland, Chadwick Boseman, Paul Bettany, Elizabeth Olsen, Anthony Mackie, Sebastian Stan, Danai Gurira, Letitia Wright, Dave Bautista, Zoe Saldana, Pom Klementieff, Karen Gillan, Benedict Wong, Idris Elba, Peter Dinklage, Tom Hiddleston, Vin Diesel, Bradley Cooper, Gwyneth Paltrow, Benicio del Toro, Josh Brolin, Chris Pratt | Siêu anh hùng, Hành động, Phiêu lưu            | [ 91 ]  |
| T H Á N G T Ư   | 27              | Disobedience                           | Bleecker Street                                                | Sebastián Lelio (đạo diễn/biên kịch); Rebecca Lenkiewicz (biên kịch); Rachel Weisz, Rachel McAdams, Alessandro Nivola | Chính kịch                                     | [ 36 ]  |
| T H Á N G T Ư   | 27              | Backstabbing for Beginners             | A24                                                            | Per Fly (đạo diễn); Daniel Pyne, Per Fly (biên kịch); Ben Kingsley, Theo James, Jacqueline Bisset | Rùng rợn                                       | [ 92 ]  |
| T H Á N G T Ư   | 27              | Kings                                  | The Orchard                                                    | Deniz Gamze Ergüven (đạo diễn/biên kịch); Halle Berry, Daniel Craig | Lãng mạn                                       | [ 93 ]  |
| T H Á N G N Ă M | 4               | Overboard                              | Metro-Goldwyn-Mayer / Lionsgate / Pantelion Films              | Rob Greenberg, Bob Fisher (đạo diễn/biên kịch); Anna Faris, Eugenio Derbez, Eva Longoria, John Hannah, Josh Segarra, Mel Rodriguez | Hài, Lãng mạn                                  | [ 89 ]  |
| T H Á N G N Ă M | 4               | The Guardians                          | Music Box Films                                                | Xavier Beauvois (đạo diễn/biên kịch); Nathalie Baye | Chính kịch                                     | [ 94 ]  |
| T H Á N G N Ă M | 4               | The Cleanse                            | Sony Pictures                                                  | Bobby Miller (đạo diễn); Bobby Miller (biên kịch); Johnny Galecki, Anna Friel, Oliver Platt, Anjelica Huston | Hài, Kinh dị                                   | [ 95 ]  |
| T H Á N G N Ă M | 4               | Tully: Cuộc chiến bỉm sữa              | Focus Features                                                 | Jason Reitman (đạo diễn); Diablo Cody (biên kịch); Charlize Theron, Mackenzie Davis, Mark Duplass, Ron Livingston | Hài, Chính kịch                                | [ 96 ]  |
| T H Á N G N Ă M | 4               | Bad Samaritan                          | Electric Entertainment                                         | Dean Devlin (đạo diễn); Brandon Boyce (biên kịch); David Tennant, Robert Sheehan, Carlito Olivero, Kerry Condon, Jacqueline Byers | Kinh dị, Rùng rợn                              | [ 97 ]  |
| T H Á N G N Ă M | 11              | Life of the Party                      | Warner Bros. Pictures / New Line Cinema                        | Ben Falcone (đạo diễn/biên kịch); Melissa McCarthy (biên kịch); Melissa McCarthy, Maya Rudolph, Molly Gordon, Julie Bowen, Gillian Jacobs, Debby Ryan, Matt Walsh, Jacki Weaver | Hài                                            | [ 98 ]  |
| T H Á N G N Ă M | 11              | Breaking In                            | Universal Pictures                                             | James McTeigue (đạo diễn); Ryan Engle (biên kịch); Gabrielle Union, Billy Burke, Richard Cabral, Seth Carr, Levi Meaden, Ajiona Alexus, Christa Miller | Chính kịch, Rùng rợn                           | [ 99 ]  |
| T H Á N G N Ă M | 11              | The Seagull                            | Sony Pictures Classics                                         | Michael Mayer (đạo diễn); Stephen Karam (biên kịch); Saoirse Ronan, Annette Bening, Corey Stoll, Billy Howle | Rùng rợn                                       | [ 100 ] |
| T H Á N G N Ă M | 11              | Terminal                               | RLJE Films                                                     | Vaughn Stein (đạo diễn/biên kịch); Margot Robbie, Simon Pegg, Dexter Fletcher, Max Irons, Mike Myers | Chính kịch, Rùng rợn                           | [ 101 ] |
| T H Á N G N Ă M | 11              | Revenge                                | Neon                                                           | Coralie Fargeat (đạo diễn/biên kịch); Matilda Lutz, Kevin Janssens, Vincent Colombe, Guillaume Bouchède | Rùng rợn                                       | [ 102 ] |
| T H Á N G N Ă M | 18              | Deadpool 2                             | 20th Century Fox / Marvel Entertainment                        | David Leitch (đạo diễn); Rhett Reese, Paul Wernick, Ryan Reynolds (biên kịch); Ryan Reynolds, Josh Brolin, Zazie Beetz, Julian Dennison, Morena Baccarin, T. J. Miller, Brianna Hildebrand, Stefan Kapičić, Jack Kesy, Leslie Uggams, Karan Soni, Shioli Kutsuna, Eddie Marsan, Terry Crews, Bill Skarsgård, Lewis Tan, Rob Delaney | Siêu anh hùng, Hành động, Hài                  | [ 103 ] |
| T H Á N G N Ă M | 18              | Book Club                              | Paramount Pictures                                             | Bill Holderman (đạo diễn/biên kịch); Erin Simms (biên kịch); Jane Fonda, Candice Bergen, Mary Steenburgen, Diane Keaton | Hài                                            | [ 104 ] |
| T H Á N G N Ă M | 18              | First Reformed                         | A24                                                            | Paul Schrader (đạo diễn/biên kịch); Ethan Hawke, Amanda Seyfried, Cedric Kyles | Chính kịch                                     | [ 105 ] |
| T H Á N G N Ă M | 18              | Pope Francis: A Man of His Word        | Focus Features                                                 | Wim Wenders (đạo diễn); Pope Francis | Tài liệu                                       | [ 106 ] |
| T H Á N G N Ă M | 18              | Biệt đội cún cưng                      | Global Road Entertainment                                      | Raja Gosnell (đạo diễn); Max Botkin (biên kịch); Will Arnett, Natasha Lyonne, Ludacris, Stanley Tucci, Shaquille O'Neal, Gabriel Iglesias, Alan Cumming, Oliver Tompsett, Andy Beckwith | Gia đình, Hài                                  | [ 107 ] |
| T H Á N G N Ă M | 25              | Solo: Star Wars ngoại truyện           | Lucasfilm                                                      | Ron Howard (đạo diễn); Lawrence Kasdan, Jon Kasdan (biên kịch); Alden Ehrenreich, Woody Harrelson, Emilia Clarke, Donald Glover, Thandie Newton, Phoebe Waller-Bridge, Joonas Suotamo, Paul Bettany | Khoa học viễn tưởng, Hài, Hành động, Phiêu lưu | [ 108 ] |
| T H Á N G N Ă M | 25              | How to Talk to Girls at Parties        | A24                                                            | John Cameron Mitchell (đạo diễn); Philippa Goslett, John Cameron Mitchell (biên kịch); Elle Fanning, Alex Sharp, Nicole Kidman, Ruth Wilson, Matt Lucas | Khoa học viễn tưởng, Lãng mạn, Hài             | [ 109 ] |
| T H Á N G N Ă M | 25              | In Darkness                            | Vertical Entertainment                                         | Anthony Byrne (đạo diễn); Anthony Byrne, Natalie Dormer (biên kịch); Natalie Dormer, Emily Ratajkowski, Ed Skrein, Joely Richardson, Neil Maskell, James Cosmo, Jan Bijvoet | Rùng rợn                                       | [ 110 ] |
| T H Á N G N Ă M | 25              | The Misandrists                        | Cartilage Films                                                | Bruce LaBruce (đạo diễn); Bruce LaBruce (biên kịch); Susanne Sachße, Viva Ruiz, Kembra Pfahler, Caprice Crawford, Grete Gehrke | Hài                                            | [ 111 ] |
| T H Á N G N Ă M | 25              | Future World                           | Lionsgate Premiere                                             | James Franco, Bruce Thierry Cheung (đạo diễn); Bruce Thierry Cheung, Jeremy Cheung, Jay Davis (biên kịch); James Franco, Suki Waterhouse, Jeffrey Wahlberg, Margarita Levieva, Snoop Dogg, George Lewis Jr., Method Man, Lucy Liu, Milla Jovovich | Rùng rợn, Hành động, Khoa học viễn tưởng       | [ 112 ] |
| T H Á N G S Á U | 1               | Action Point                           | Paramount Pictures                                             | Tim Kirkby (đạo diễn); Johnny Knoxville (biên kịch); Johnny Knoxville, Chris Pontius | Hành động, Hài                                 | [ 113 ] |
| T H Á N G S Á U | 1               | Giành anh từ biển                      | STX Entertainment                                              | Baltasar Kormákur (đạo diễn); Aaron Kandell, Jordan Kandell, David Branson Smith (biên kịch); Shailene Woodley, Sam Claflin | Chính kịch                                     | [ 114 ] |
| T H Á N G S Á U | 1               | Upgrade                                | BH Tilt                                                        | Leigh Whannell (đạo diễn/biên kịch); Logan Marshall-Green, Betty Gabriel, Harrison Gilbertson, Benedict Hardie | Khoa học viễn tưởng, Kinh dị, Hành động        | [ 115 ] |
| T H Á N G S Á U | 1               | American Animals                       | The Orchard / MoviePass Ventures                               | Bart Layton (đạo diễn/biên kịch); Evan Peters, Barry Keoghan, Blake Jenner, Jared Abrahamson, Udo Kier, Ann Dowd | Tội phạm, Chính kịch                           | [ 116 ] |
| T H Á N G S Á U | 1               | Social Animals                         | Vertical Entertainment                                         | Theresa Bennett (đạo diễn/biên kịch); Noël Wells, Josh Radnor, Aya Cash, Carly Chaikin, Fortune Feimster, Samira Wiley | Hài                                            | [ 117 ] |
| T H Á N G S Á U | 8               | Băng cướp thế kỷ: Đẳng cấp quý cô      | Warner Bros. Pictures / Village Roadshow Pictures              | Gary Ross (đạo diễn/biên kịch); Olivia Milch (biên kịch); Sandra Bullock, Cate Blanchett, Anne Hathaway, Mindy Kaling, Sarah Paulson, Awkwafina, Rihanna, Helena Bonham Carter | Trộm cướp, Hài                                 | [ 118 ] |
| T H Á N G S Á U | 8               | Won't You Be My Neighbor?              | Focus Features                                                 | Morgan Neville (đạo diễn); Fred Rogers | Tài liệu                                       | [ 119 ] |
| T H Á N G S Á U | 8               | Hereditary                             | A24                                                            | Ari Aster (đạo diễn/biên kịch); Toni Collette, Alex Wolff, Milly Shapiro, Ann Dowd, Gabriel Byrne | Kinh dị                                        | [ 120 ] |
| T H Á N G S Á U | 8               | Khách sạn tội phạm                     | Global Road Entertainment                                      | Drew Pearce (đạo diễn/biên kịch); Jodie Foster, Sterling K. Brown, Sofia Boutella, Jeff Goldblum, Dave Bautista, Brian Tyree Henry, Jenny Slate, Zachary Quinto, Charlie Day | Hành động, Rùng rợn                            | [ 121 ] |
| T H Á N G S Á U | 13              | Superfly                               | Columbia Pictures                                              | Director X (đạo diễn); Alex Tse (biên kịch); Trevor Jackson, Jason Mitchell, Michael K. Williams, Esai Morales | Tội phạm, Chính kịch                           | [ 122 ] |
| T H Á N G S Á U | 15              | Gia đình siêu nhân 2                   | Walt Disney Pictures / Pixar Animation Studios                 | Brad Bird (đạo diễn/biên kịch); Holly Hunter, Craig T. Nelson, Sarah Vowell, Huck Milner, Samuel L. Jackson, Bob Odenkirk, Catherine Keener, Brad Bird, Jonathan Banks, Michael Bird, Sophia Bush, Phil LaMarr, Paul Eiding, Bill Wise, Isabella Rossellini, John Ratzenberger | Siêu anh hùng, Gia đình, Animation             | [ 123 ] |
| T H Á N G S Á U | 15              | Tag                                    | Warner Bros. Pictures / New Line Cinema                        | Jeff Tomsic (đạo diễn); Rob McKittrick, Mark Steilen (biên kịch); Ed Helms, Jeremy Renner, Jon Hamm, Jake Johnson, Hannibal Buress, Annabelle Wallis, Isla Fisher, Rashida Jones, Leslie Bibb | Hài                                            | [ 124 ] |
| T H Á N G S Á U | 15              | On Chesil Beach                        | Bleecker Street                                                | Dominic Cooke (đạo diễn); Ian McEwan (biên kịch); Saoirse Ronan, Billy Howle, Emily Watson, Anne-Marie Duff, Samuel West, Adrian Scarborough | Chính kịch                                     | [ 36 ]  |
| T H Á N G S Á U | 15              | Gotti                                  | Vertical Entertainment                                         | Kevin Connolly (đạo diễn); Lem Dobbs, Leo Rossi (biên kịch); John Travolta, Kelly Preston, Stacy Keach, Pruitt Taylor Vince, Spencer Lofranco, William DeMeo, Leo Rossi, Victor Gojcaj | Tiểu sử, Tội phạm, Chính kịch                  | [ 125 ] |
| T H Á N G S Á U | 22              | Thế giới khủng long: Vương quốc sụp đổ | Universal Pictures / Amblin Entertainment / Legendary Pictures | J.A. Bayona (đạo diễn); Derek Connolly, Colin Trevorrow (biên kịch); Chris Pratt, Bryce Dallas Howard, Rafe Spall, Justice Smith, Daniella Pineda, James Cromwell, Toby Jones, Ted Levine, B. D. Wong, Geraldine Chaplin, Jeff Goldblum | Hành động, Phiêu lưu, Khoa học viễn tưởng      | [ 126 ] |
| T H Á N G S Á U | 22              | Boundaries                             | Sony Pictures Classics                                         | Shana Feste (đạo diễn/biên kịch); Vera Farmiga, Christopher Plummer, Lewis MacDougall, Bobby Cannavale, Kristen Schaal | Hài, Chính kịch                                | [ 127 ] |
| T H Á N G S Á U | 22              | Damsel                                 | Magnolia Pictures                                              | David Zellner, Nathan Zellner (đạo diễn/biên kịch); Robert Pattinson, Mia Wasikowska | Hài, Chính kịch                                | [ 128 ] |
| T H Á N G S Á U | 28              | The Domestics                          | Orion Classics                                                 | Mike P. Nelson (đạo diễn/biên kịch); Tyler Hoechlin, Kate Bosworth, Lance Reddick, Sonoya Mizuno, Dana Gourrier, Thomas Francis Murray, David Dastmalchian | Khoa học viễn tưởng, Rùng rợn                  | [ 129 ] |
| T H Á N G S Á U | 29              | Sicario 2: Chiến binh Mexico           | Columbia Pictures                                              | Stefano Sollima (đạo diễn); Taylor Sheridan (biên kịch); Benicio del Toro, Josh Brolin, Isabela Moner, Jeffrey Donovan, Manuel Garcia-Rulfo, Catherine Keener | Hành động, Tội phạm, Rùng rợn                  | [ 130 ] |
| T H Á N G S Á U | 29              | Leave No Trace                         | Bleecker Street                                                | Debra Granik (đạo diễn/biên kịch); Anne Rosellini (biên kịch); Ben Foster, Thomasin McKenzie, Jeff Kober, Dale Dickey | Chính kịch                                     | [ 131 ] |
| T H Á N G S Á U | 29              | Uncle Drew                             | Summit Entertainment                                           | Charles Stone III (đạo diễn); Jay Longino (biên kịch); Kyrie Irving, Lil Rel Howery, Shaquille O'Neal, Reggie Miller, Nate Robinson, Chris Webber, Erica Ash, Lisa Leslie, Nick Kroll, Tiffany Haddish | Hài, Gia đình, Thể thao                        | [ 132 ] |
| T H Á N G S Á U | 29              | Woman Walks Ahead                      | A24                                                            | Susanna White (đạo diễn); Steven Knight (biên kịch); Jessica Chastain, Michael Greyeyes, Chaske Spencer, Sam Rockwell | Tiểu sử, Chính kịch                            | [ 133 ] |

### Tháng 7 – 9
| Ngày công chiếu   | Ngày công chiếu | Tựa đề                                   | Hãng phim                                                         | Diễn viên và người thực hiện | Thể loại                                                      | Nguồn   |
| ----------------- | --------------- | ---------------------------------------- | ----------------------------------------------------------------- | --- | ------------------------------------------------------------- | ------- |
| T H Á N G B Ả Y   | 4               | The First Purge                          | Universal Pictures / Blumhouse Productions                        | Gerard McMurray (đạo diễn); James DeMonaco (biên kịch); Y'lan Noel, Lex Scott Davis, Joivan Wade, Luna Lauren Velez, Marisa Tomei | Kinh dị, Khoa học viễn tưởng                                  | [ 134 ] |
| T H Á N G B Ả Y   | 6               | Người Kiến và Chiến binh Ong             | Marvel Studios                                                    | Peyton Reed (đạo diễn); Chris McKenna, Erik Sommers, Andrew Barrer, Gabriel Ferrari, Paul Rudd (biên kịch); Paul Rudd, Evangeline Lilly, Michael Peña, Michael Douglas, Michelle Pfeiffer, Walton Goggins, Hannah John-Kamen, Bobby Cannavale, Judy Greer, Tip "T.I." Harris, David Dastmalchian, Abby Ryder Fortson, Randall Park, Laurence Fishburne                     | Siêu anh hùng, Hành động, Phiêu lưu, Hài, Khoa học viễn tưởng | [ 135 ] |
| T H Á N G B Ả Y   | 6               | Sorry to Bother You                      | Annapurna Pictures                                                | Boots Riley (đạo diễn/biên kịch); Lakeith Stanfield, Tessa Thompson, Armie Hammer, Steven Yeun, Jermaine Fowler, Omari Hardwick, Terry Crews, Danny Glover, Patton Oswalt, David Cross | Khoa học viễn tưởng, Kỳ ảo, Hài                               | [ 136 ] |
| T H Á N G B Ả Y   | 6               | Whitney                                  | Roadside Attractions / Miramax                                    | Kevin MacDonald (đạo diễn/biên kịch); Whitney Houston | Tài liệu                                                      | [ 137 ] |
| T H Á N G B Ả Y   | 13              | Khách sạn huyền bí 3: Kỳ nghỉ ma cà rồng | Columbia Pictures / Sony Pictures Animation                       | Genndy Tartakovsky (đạo diễn/biên kịch); Michael McCullers (biên kịch); Adam Sandler, Andy Samberg, Selena Gomez, Kevin James, Fran Drescher, Steve Buscemi, Molly Shannon, Sadie Sandler, Sunny Sandler, David Spade, Keegan-Michael Key, Kathryn Hahn, Jim Gaffigan, Asher Blinkoff, Chris Parnell, Joe Whyte, Joe Jonas, Chrissy Teigen, Mel Brooks, Genndy Tartakovsky | Hài, Hoạt hình, Kỳ ảo                                         | [ 138 ] |
| T H Á N G B Ả Y   | 13              | Tòa tháp chọc trời                       | Universal Pictures / Legendary Pictures                           | Rawson Marshall Thurber (đạo diễn/biên kịch); Dwayne Johnson, Neve Campbell, Chin Han, Roland Møller, Pablo Schreiber, Byron Mann, Hannah Quinlivan, Noah Taylor | Hành động, Rùng rợn                                           | [ 139 ] |
| T H Á N G B Ả Y   | 13              | Eighth Grade                             | A24                                                               | Bo Burnham (đạo diễn/biên kịch); Elsie Fisher, Josh Hamilton, Emily Robinson, Missy Yager | Hài                                                           | [ 140 ] |
| T H Á N G B Ả Y   | 13              | Don't Worry, He Won't Get Far on Foot    | Amazon Studios                                                    | Gus Van Sant (đạo diễn/biên kịch); Joaquin Phoenix, Rooney Mara, Jonah Hill, Jack Black | Hài, Chính kịch                                               | [ 141 ] |
| T H Á N G B Ả Y   | 13              | Shock and Awe                            | Vertical Entertainment                                            | Rob Reiner (đạo diễn); Joey Hartstone (biên kịch); Woody Harrelson, Tommy Lee Jones, James Marsden, Milla Jovovich, Jessica Biel, Richard Schiff, Al Sapienza | Chính kịch                                                    | [ 142 ] |
| T H Á N G B Ả Y   | 20              | Mamma Mia! Yêu lần nữa                   | Universal Pictures / Legendary Pictures / Playtone                | Ol Parker (đạo diễn/biên kịch); Lily James, Amanda Seyfried, Pierce Brosnan, Colin Firth, Stellan Skarsgård, Julie Walters, Christine Baranski, Dominic Cooper, Cher, Andy García, Meryl Streep | Lãng mạn, Âm nhạc, Hài                                        | [ 143 ] |
| T H Á N G B Ả Y   | 20              | Thiện ác đối đầu 2                       | Columbia Pictures / Escape Artists                                | Antoine Fuqua (đạo diễn); Richard Wenk (biên kịch); Denzel Washington, Ashton Sanders, Pedro Pascal, Melissa Leo, Bill Pullman | Hành động, Tội phạm, Rùng rợn                                 | [ 144 ] |
| T H Á N G B Ả Y   | 20              | Blindspotting                            | Summit Entertainment / Codeblack Films                            | Carlos López Estrada (đạo diễn); Daveed Diggs, Rafael Casal (biên kịch); Janina Gavankar, Ethan Embry, Daveed Diggs, Rafael Casal, Wayne Knight | Hài                                                           | [ 145 ] |
| T H Á N G B Ả Y   | 20              | Unfriended: Dark Web                     | BH Tilt                                                           | Stephen Susco (đạo diễn/biên kịch); Colin Woodell, Stephanie Nogueras, Betty Gabriel, Rebecca Rittenhouse, Andrew Lees, Connor Del Rio, Savira Windyani | Kinh dị                                                       | [ 146 ] |
| T H Á N G B Ả Y   | 20              | Bleach                                   | Warner Bros. Japan                                                | Shinsuke Sato (đạo diễn); Sota Fukushi, Hana Sugisaki | Supernatural, Kỳ ảo, Hành động                                | [ 147 ] |
| T H Á N G B Ả Y   | 20              | Gauguin - Voyage de Tahiti               | Cohen Media Group                                                 | Édouard Deluc (đạo diễn/biên kịch); Étienne Comar (biên kịch); Vincent Cassel, Tuheï Adams, Malik Zidi | Tiểu sử, Chính kịch, Lãng mạn                                 | [ 148 ] |
| T H Á N G B Ả Y   | 27              | Nhiệm vụ bất khả thi: Sụp đổ             | Paramount Pictures / Skydance Media / Bad Robot Productions       | Christopher McQuarrie (đạo diễn/biên kịch); Tom Cruise, Henry Cavill, Ving Rhames, Simon Pegg, Rebecca Ferguson, Sean Harris, Angela Bassett, Michelle Monaghan, Alec Baldwin | Hành động, Phiêu lưu, Rùng rợn                                | [ 149 ] |
| T H Á N G B Ả Y   | 27              | Teen Titans Go! To the Movies            | Warner Bros. Pictures / Warner Bros. Animation / DC Entertainment | Peter Rida Michail (đạo diễn); Aaron Horvath (đồng đạo diễn/biên kịch); Michael Jelenic (biên kịch); Scott Menville, Khary Payton, Tara Strong, Greg Cipes, Hynden Walch, Will Arnett, Kristen Bell | Hoạt hình, Siêu anh hùng, Hài                                 | [ 150 ] |
| T H Á N G B Ả Y   | 27              | Địch Nhân Kiệt: Tứ đại Thiên Vương       | Huayi Brothers                                                    | Tsui Hark (đạo diễn); Chang Chia-lu, Chen Kuo-Fu (biên kịch); Mark Chao, Feng Shaofeng, Lin Gengxin, Carina Lau, Ethan Juan, Sandra Ma | Hành động, Phiêu lưu, Kỳ ảo, Bí ẩn                            | [ 151 ] |
| T H Á N G B Ả Y   | 27              | Hot Summer Nights                        | A24                                                               | Elijah Bynum (đạo diễn/biên kịch); Timothée Chalamet, Maika Monroe, Alex Roe, Maia Mitchell | Chính kịch                                                    | [ 152 ] |
| T H Á N G B Ả Y   | 27              | Puzzle                                   | Sony Pictures Classics                                            | Marc Turtletaub (đạo diễn); Oren Moverman (biên kịch); Kelly Macdonald, Irrfan Khan, David Denman, Bubba Weiler, Austin Abrams, Liv Hewson | Chính kịch                                                    | [ 153 ] |
| T H Á N G T Á M   | 3               | Christopher Robin                        | Walt Disney Pictures                                              | Marc Forster (đạo diễn); Tom McCarthy, Alex Ross Perry, Allison Schroeder (biên kịch); Ewan McGregor, Hayley Atwell, Bronte Carmichael, Mark Gatiss, Jim Cummings, Brad Garrett, Nick Mohammed, Peter Capaldi, Sophie Okonedo, Sara Sheen, Toby Jones | Gia đình, Hài, Chính kịch, Kỳ ảo                              | [ 154 ] |
| T H Á N G T Á M   | 3               | Trí lực siêu phàm                        | 20th Century Fox / 21 Laps Entertainment                          | Jennifer Yuh Nelson (đạo diễn); Chad Hodge (biên kịch); Amandla Stenberg, Mandy Moore, Gwendoline Christie, Harris Dickinson, Skylan Brooks, Miya Cech, Patrick Gibson, Golden Brooks, Bradley Whitford | Khoa học viễn tưởng, Hành động, Rùng rợn                      | [ 155 ] |
| T H Á N G T Á M   | 3               | Bạn trai cũ tôi là điệp viên             | Lionsgate / Imagine Entertainment                                 | Susanna Fogel (đạo diễn/biên kịch); David Iserson (biên kịch); Mila Kunis, Kate McKinnon, Justin Theroux, Sam Heughan, Gillian Anderson | Hành động, Hài                                                | [ 156 ] |
| T H Á N G T Á M   | 3               | Never Goin' Back                         | A24                                                               | Augustine Frizzell (đạo diễn/biên kịch); Maia Mitchell, Camila Morrone, Kyle Mooney, Joel Allen, Kendal Smith, Matthew Holcomb | Hài, Chính kịch                                               | [ 157 ] |
| T H Á N G T Á M   | 3               | The Miseducation of Cameron Post         | FilmRise                                                          | Desiree Akhavan (đạo diễn); Desiree Akhavan, Cecilia Frugiuele (biên kịch); Chloë Grace Moretz, Sasha Lane, John Gallagher, Jr., Forrest Goodluck, Jennifer Ehle | Chính kịch                                                    | [ 158 ] |
| T H Á N G T Á M   | 3               | Billionaire Boys Club                    | Vertical Entertainment                                            | James Cox (đạo diễn); James Cox, Captain Mauzner (biên kịch); Ansel Elgort, Taron Egerton, Kevin Spacey, Jeremy Irvine, Cary Elwes, Emma Roberts, Billie Lourd, Suki Waterhouse, Judd Nelson | Tiểu sử, Tội phạm, Chính kịch                                 | [ 159 ] |
| T H Á N G T Á M   | 8               | Dog Days                                 | LD Entertainment                                                  | Ken Marino (đạo diễn); Elissa Matsueda, Erica Oyama (biên kịch); Nina Dobrev, Finn Wolfhard, Vanessa Hudgens, Adam Pally, Eva Longoria | Hài                                                           | [ 160 ] |
| T H Á N G T Á M   | 10              | Cá mập siêu bạo chúa                     | Warner Bros. Pictures                                             | Jon Turteltaub (đạo diễn); Dean Georgaris, Jon Hoeber, Erich Hoeber (biên kịch); Jason Statham, Li Bingbing, Rainn Wilson, Ruby Rose, Winston Chao, Cliff Curtis | Hành động, Kinh dị, Rùng rợn, Khoa học viễn tưởng             | [ 161 ] |
| T H Á N G T Á M   | 10              | BlacKkKlansman                           | Focus Features                                                    | Spike Lee (đạo diễn); Spike Lee, David Rabinowitz, Charlie Wachtel, Kevin Willmott (biên kịch); John David Washington, Adam Driver, Laura Harrier, Topher Grace | Tội phạm, Chính kịch                                          | [ 162 ] |
| T H Á N G T Á M   | 10              | Slender Man: Gã không mặt                | Screen Gems                                                       | Sylvain White (đạo diễn); David Birke (biên kịch); Joey King, Julia Goldani Telles, Jaz Sinclair, Annalise Basso, Javier Botet | Kinh dị, Rùng rợn                                             | [ 163 ] |
| T H Á N G T Á M   | 10              | A Prayer Before Dawn                     | A24                                                               | Jean-Stéphane Sauvaire (đạo diễn); Jonathan Hirschbein, Nick Saltrese (biên kịch); Joe Cole | Chính kịch                                                    | [ 164 ] |
| T H Á N G T Á M   | 15              | Con nhà siêu giàu châu Á                 | Warner Bros. Pictures                                             | Jon M. Chu (đạo diễn); Peter Chiarelli, Adele Lim (biên kịch); Constance Wu, Henry Golding, Gemma Chan, Awkwafina, Nico Santos, Lisa Lu, Ken Jeong, Michelle Yeoh | Lãng mạn, Hài, Chính kịch                                     | [ 165 ] |
| T H Á N G T Á M   | 17              | Alpha: Người thủ lĩnh                    | Columbia Pictures                                                 | Albert Hughes (đạo diễn); Dan Wiedenhaupt (biên kịch); Kodi Smit-McPhee, Leonor Varela, Jens Hultén | Phiêu lưu, Kỳ ảo, Chính kịch                                  | [ 166 ] |
| T H Á N G T Á M   | 17              | Mốc 22                                   | STX Entertainment                                                 | Peter Berg (đạo diễn); Graham Roland, Lea Carpenter (biên kịch); Mark Wahlberg, John Malkovich, Lauren Cohan, Iko Uwais, Ronda Rousey | Hành động, Rùng rợn                                           | [ 167 ] |
| T H Á N G T Á M   | 17              | Hành lang bí ẩn                          | Lionsgate Premiere                                                | Rodrigo Cortés (đạo diễn); Michael Goldbach, Chris Sparling (biên kịch); AnnaSophia Robb, Uma Thurman, Isabelle Fuhrman, Kirsty Mitchell, Taylor Russell, Jim Sturgeon, Victoria Moroles | Kỳ ảo, Chính kịch                                             | [ 168 ] |
| T H Á N G T Á M   | 17              | The Wife                                 | Sony Pictures Classics                                            | Björn Runge (đạo diễn); Jane Anderson (biên kịch); Glenn Close, Jonathan Pryce, Christian Slater, Max Irons, Annie Starke, Harry Lloyd, Elizabeth McGovern | Chính kịch                                                    | [ 169 ] |
| T H Á N G T Á M   | 24              | The Happytime Murders                    | STX Entertainment / Henson Alternative / On the Day Productions   | Brian Henson (đạo diễn); Todd Berger (biên kịch); Melissa McCarthy, Maya Rudolph, Joel McHale, Elizabeth Banks | Hài, Rùng rợn                                                 | [ 170 ] |
| T H Á N G T Á M   | 24              | Truy tìm tung tích ảo                    | Screen Gems                                                       | Aneesh Chaganty (đạo diễn/biên kịch); Sev Ohanian (biên kịch); John Cho, Debra Messing | Rùng rợn                                                      | [ 171 ] |
| T H Á N G T Á M   | 24              | Người tù khổ sai                         | Bleecker Street                                                   | Michael Noer (đạo diễn); Aaron Guzikowski (biên kịch); Charlie Hunnam, Rami Malek | Tiểu sử                                                       | [ 172 ] |
| T H Á N G T Á M   | 24              | A-X-L chú chó robot                      | Global Road Entertainment                                         | Oliver Daly (đạo diễn/biên kịch); Alex Neustaedter, Becky G, Alex MacNicoll, Thomas Jane, Lou Taylor Pucci, Patricia de Leon | Khoa học viễn tưởng, Phiêu lưu                                | [ 173 ] |
| T H Á N G T Á M   | 29              | Operation Finale                         | Metro-Goldwyn-Mayer                                               | Chris Weitz (đạo diễn); Matthew Orton (biên kịch); Oscar Isaac, Ben Kingsley, Lior Raz, Mélanie Laurent, Nick Kroll, Joe Alwyn | Lịch sử, Chính kịch                                           | [ 174 ] |
| T H Á N G T Á M   | 31              | Vũ khí bí ẩn                             | Summit Entertainment                                              | Jonathan Baker, Josh Baker (đạo diễn/biên kịch); Daniel Casey (biên kịch); Myles Truitt, Jack Reynor, Zoë Kravitz, Carrie Coon, Dennis Quaid, James Franco | Khoa học viễn tưởng, Hành động, Tội phạm, Rùng rợn            | [ 175 ] |
| T H Á N G T Á M   | 31              | Juliet, Naked                            | Lionsgate / Roadside Attractions                                  | Jesse Peretz (đạo diễn); Tamara Jenkins, Phil Alden Robinson, Jim Taylor (biên kịch); Ethan Hawke, Rose Byrne | Lãng mạn, Chính kịch                                          | [ 176 ] |
| T H Á N G T Á M   | 31              | The Little Stranger                      | Focus Features                                                    | Lenny Abrahamson (đạo diễn); Lucinda Coxon (biên kịch); Domhnall Gleeson, Ruth Wilson, Will Poulter, Charlotte Rampling, Alison Pargeter | Kinh dị, Rùng rợn                                             | [ 177 ] |
| T H Á N G T Á M   | 31              | Destination Wedding                      | Regatta                                                           | Victor Levin (đạo diễn/biên kịch); Winona Ryder, Keanu Reeves | Lãng mạn, Hài                                                 | [ 178 ] |
| T H Á N G C H Í N | 7               | Ác quỷ ma sơ                             | Warner Bros. Pictures / New Line Cinema                           | Corin Hardy (đạo diễn); Gary Dauberman (biên kịch); Demián Bichir, Taissa Farmiga, Jonas Bloquet, Charlotte Hope, Ingrid Bisu, Bonnie Aarons | Kinh dị                                                       | [ 179 ] |
| T H Á N G C H Í N | 7               | Thiên thần công lý: Peppermint           | STX Entertainment / Lakeshore Entertainment                       | Pierre Morel (đạo diễn); Chad St. John (biên kịch); Jennifer Garner, John Ortiz, Juan Pablo Raba, John Gallagher Jr., Annie Ilonzeh, Richard Cabral | Hành động, Rùng rợn                                           | [ 180 ] |
| T H Á N G C H Í N | 14              | Quái thú vô hình                         | 20th Century Fox                                                  | Shane Black (đạo diễn/biên kịch); Fred Dekker (biên kịch); Boyd Holbrook, Trevante Rhodes, Jacob Tremblay, Keegan-Michael Key, Olivia Munn, Thomas Jane, Alfie Allen, Sterling K. Brown, Augusto Aguilera, Yvonne Strahovski, Jake Busey | Kinh dị, Hành động, Khoa học viễn tưởng                       | [ 181 ] |
| T H Á N G C H Í N | 14              | White Boy Rick                           | Columbia Pictures                                                 | Yann Demange (đạo diễn); Logan Miller, Steve Kloves, Noah Miller, Andy Weiss (biên kịch); Matthew McConaughey, Richie Merritt, Bel Powley, Jennifer Jason Leigh, Brian Tyree Henry, Rory Cochrane, RJ Cyler, Jonathan Majors, Eddie Marsan, Bruce Dern, Piper Laurie | Tội phạm, Chính kịch                                          | [ 166 ] |
| T H Á N G C H Í N | 14              | Lời thỉnh cầu bí ẩn                      | Lionsgate                                                         | Paul Feig (đạo diễn/biên kịch); Jessica Sharzer (biên kịch); Anna Kendrick, Blake Lively, Henry Golding, Andrew Rannells | Rùng rợn, Chính kịch, Hài                                     | [ 182 ] |
| T H Á N G C H Í N | 14              | The Children Act                         | A24                                                               | Richard Eyre (đạo diễn); Ian McEwan (biên kịch); Emma Thompson, Stanley Tucci, Fionn Whitehead | Chính kịch                                                    | [ 183 ] |
| T H Á N G C H Í N | 14              | Lizzie                                   | Saban Films / Roadside Attractions                                | Craig William Macneill (đạo diễn); Bryce Kass (biên kịch); Chloë Sevigny, Kristen Stewart, Jay Huguley, Fiona Shaw, Jamey Sheridan, Kim Dickens, Denis O'Hare, Jeff Perry (diễn viên người Mỹ);Jeff Perry | Tiểu sử, Rùng rợn                                             | [ 184 ] |
| T H Á N G C H Í N | 14              | Unbroken: Path to Redemption             | Pure Flix                                                         | Harold Cronk (đạo diễn); Richard Friedenberg, Ken Hixon (biên kịch); Samuel Hunt, Merritt Patterson, Vanessa Bell Calloway, Bobby Campo, David DeLuise, David Sakurai, WIll Graham | Chính kịch                                                    | [ 185 ] |
| T H Á N G C H Í N | 21              | Ngôi nhà có chiếc đồng hồ ma thuật       | Universal Pictures / Amblin Entertainment                         | Eli Roth (đạo diễn); Eric Kripke (biên kịch); Jack Black, Cate Blanchett, Owen Vaccaro, Kyle MacLachlan, Renée Elise Goldsberry, Sunny Suljic, Vanessa Anne Williams, Colleen Camp | Kỳ ảo                                                         | [ 186 ] |
| T H Á N G C H Í N | 21              | Life Itself                              | Amazon Studios / Temple Hill Entertainment                        | Dan Fogelman (đạo diễn/biên kịch); Oscar Isaac, Olivia Wilde, Mandy Patinkin, Olivia Cooke, Laia Costa, Annette Bening, Antonio Banderas | Chính kịch                                                    | [ 187 ] |
| T H Á N G C H Í N | 21              | The Sisters Brothers                     | Annapurna Pictures                                                | Jacques Audiard (đạo diễn); Jacques Audiard, Thomas Bidegain (biên kịch); John C. Reilly, Joaquin Phoenix, Jake Gyllenhaal, Riz Ahmed | Viễn Tây, Hài                                                 | [ 188 ] |
| T H Á N G C H Í N | 21              | Colette                                  | Bleecker Street                                                   | Wash Westmoreland (đạo diễn/biên kịch); Richard Glatzer (biên kịch); Keira Knightley, Dominic West | Tiểu sử, Chính kịch                                           | [ 189 ] |
| T H Á N G C H Í N | 21              | Assassination Nation                     | Neon                                                              | Sam Levinson (đạo diễn/biên kịch); Odessa Young, Suki Waterhouse, Hari Nef, Abra, Bella Thorne, Bill Skarsgård, Cody Christian, Joel McHale, Maude Apatow, Colman Domingo, Anika Noni Rose | Tội phạm, Chính kịch                                          | [ 190 ] |
| T H Á N G C H Í N | 21              | Fahrenheit 11/9                          | Briarcliff / State Run Films                                      | Michael Moore (đạo diễn/biên kịch) | Tài liệu                                                      | [ 191 ] |
| T H Á N G C H Í N | 21              | My Son                                   | Cohen Media Group                                                 | Christian Carion (đạo diễn/biên kịch); Guillaume Canet, Melanie Laurent | Chính kịch, Rùng rợn                                          | [ 192 ] |
| T H Á N G C H Í N | 21              | Love, Gilda                              | Magnolia Pictures / Motto Pictures / 3 Faces Films                | Lisa Dapolito (đạo diễn); Gilda Radner | Tài liệu                                                      | [ 193 ] |
| T H Á N G C H Í N | 25              | Học viện siêu anh hùng: 2 người hùng     | Toho / Bones                                                      | Kenji Nagasaki (đạo diễn); Yōsuke Kuroda (biên kịch); Justin Briner, Christopher R. Sabat, Clifford Chapin, Luci Christian, J. Michael Tatum, David Matranga | Anime, Siêu anh hùng                                          | [ 194 ] |
| T H Á N G C H Í N | 28              | Night School                             | Universal Pictures / Will Packer Productions                      | Malcolm D. Lee (đạo diễn); Kevin Hart, Harry Ratchford, Joey Wells, Matt Kellard, Nicholas Stoller (biên kịch); Kevin Hart, Tiffany Haddish, Taran Killam, Rob Riggle, Ben Schwartz, Yvonne Orji | Hài                                                           | [ 195 ] |
| T H Á N G C H Í N | 28              | Chân Nhỏ, bạn ở đâu?                     | Warner Bros. Pictures / Warner Animation Group                    | Karey Kirkpatrick (đạo diễn/biên kịch); Channing Tatum, James Corden, Zendaya, Common, LeBron James, Gina Rodriguez, Danny DeVito, Yara Shahidi, Ely Henry, Jimmy Tatro | Hoạt hình, Kỳ ảo, Hài                                         | [ 196 ] |
| T H Á N G C H Í N | 28              | The Old Man & the Gun                    | Fox Searchlight Pictures                                          | David Lowery (đạo diễn/biên kịch); Robert Redford, Casey Affleck, Danny Glover, Tika Sumpter, Tom Waits, Sissy Spacek | Trộm cướp, Rùng rợn                                           | [ 197 ] |
| T H Á N G C H Í N | 28              | Đêm hội địa ngục                         | Lionsgate / CBS Films                                             | Gregory Plotkin (đạo diễn); William Penick, Chris Sey (biên kịch); Bex Taylor-Klaus, Amy Forsyth, Reign Edwards, Christian James, Matt Mercurio, Roby Attal | Kinh dị                                                       | [ 198 ] |

### Tháng 10 – 12
| Ngày công chiếu         | Ngày công chiếu | Tựa đề                                            | Hãng phim                                                     | Diễn viên và người thực hiện | Thể loại                                  | Nguồn   |
| ----------------------- | --------------- | ------------------------------------------------- | ------------------------------------------------------------- | --- | ----------------------------------------- | ------- |
| T H Á N G M Ư Ờ I       | 2               | Power of the Air                                  | Five & Two Pictures                                           | Dave Christiano (đạo diễn/biên kịch); Nicholas X. Parsons, Patty Duke, Michael Gross, Tracy Goode, Karyn Williams, Wendell Kinney, Veryl Jones | Chính kịch                                | [ 199 ] |
| T H Á N G M Ư Ờ I       | 5               | Venom                                             | Columbia Pictures / Marvel Entertainment                      | Ruben Fleischer (đạo diễn); Jeff Pinkner, Scott Rosenberg, Kelly Marcel (biên kịch); Tom Hardy, Michelle Williams, Riz Ahmed, Scott Haze, Reid Scott, Jenny Slate | Siêu anh hùng, Hành động, Rùng rợn        | [ 200 ] |
| T H Á N G M Ư Ờ I       | 5               | Vì sao vụt sáng                                   | Warner Bros. Pictures                                         | Bradley Cooper (đạo diễn/biên kịch); Eric Roth, Will Fetters (biên kịch); Bradley Cooper, Lady Gaga, Andrew Dice Clay, Dave Chappelle, Sam Elliott | Chính kịch, Lãng mạn, Âm nhạc             | [ 201 ] |
| T H Á N G M Ư Ờ I       | 5               | The Hate U Give                                   | 20th Century Fox / Temple Hill Entertainment                  | George Tillman Jr. (đạo diễn); Audrey Wells (biên kịch); Amandla Stenberg, Regina Hall, Russell Hornsby, KJ Apa, Algee Smith, Lamar Johnson, Issa Rae, Sabrina Carpenter, Common, Anthony Mackie | Chính kịch                                | [ 202 ] |
| T H Á N G M Ư Ờ I       | 10              | The Happy Prince                                  | Sony Pictures Classics                                        | Rupert Everett (đạo diễn/biên kịch); Rupert Everett, Colin Firth, Colin Morgan, Emily Watson | Tiểu sử, Chính kịch                       | [ 203 ] |
| T H Á N G M Ư Ờ I       | 12              | Bước chân đầu tiên                                | Universal Pictures / DreamWorks / Temple Hill Entertainment   | Damien Chazelle (đạo diễn); Josh Singer (biên kịch); Ryan Gosling, Claire Foy, Jason Clarke, Kyle Chandler, Corey Stoll, Ciaran Hinds, Christopher Abbott, Patrick Fugit, Lukas Haas | Tiểu sử, Chính kịch                       | [ 204 ] |
| T H Á N G M Ư Ờ I       | 12              | Phút kinh hoàng tại El Royale                     | 20th Century Fox                                              | Drew Goddard (đạo diễn/biên kịch); Jeff Bridges, Cynthia Erivo, Dakota Johnson, Jon Hamm, Cailee Spaeny, Lewis Pullman, Chris Hemsworth | Rùng rợn, Bí ẩn, Tội phạm                 | [ 205 ] |
| T H Á N G M Ư Ờ I       | 12              | Câu chuyện lúc nửa đêm 2: Halloween quỷ ám        | Columbia Pictures / Sony Pictures Animation / Original Film   | Ari Sandel (đạo diễn); Rob Lieber (biên kịch); Wendi McLendon-Covey, Madison Iseman, Jeremy Ray Taylor, Caleel Harris, Chris Parnell, Ken Jeong, Jack Black | Kinh dị, Hài                              | [ 206 ] |
| T H Á N G M Ư Ờ I       | 12              | Beautiful Boy                                     | Amazon Studios / Plan B Entertainment                         | Felix van Groeningen (đạo diễn/biên kịch); Luke Davies (biên kịch); Steve Carell, Timothée Chalamet, Maura Tierney, Amy Ryan | Tiểu sử, Chính kịch                       | [ 207 ] |
| T H Á N G M Ư Ờ I       | 12              | The Oath                                          | Roadside Attractions                                          | Ike Barinholtz (đạo diễn/biên kịch); Ike Barinholtz, Tiffany Haddish, John Cho, Carrie Brownstein, Billy Magnussen, Meredith Hagner, Jon Barinholtz, Nora Dunn, Chris Ellis | Hài                                       | [ 208 ] |
| T H Á N G M Ư Ờ I       | 19              | Halloween                                         | Universal Pictures / Blumhouse Productions                    | David Gordon Green (đạo diễn/biên kịch); Jeff Fradley, Danny McBride (biên kịch); Jamie Lee Curtis, Judy Greer, Andi Matichak, Will Patton, Virginia Gardner | Kinh dị                                   | [ 209 ] |
| T H Á N G M Ư Ờ I       | 19              | Can You Ever Forgive Me?                          | Fox Searchlight Pictures                                      | Marielle Heller (đạo diễn); Nicole Holofcener, Jeff Whitty (biên kịch); Melissa McCarthy, Richard E. Grant, Jane Curtin, Anna Deavere Smith, Dolly Wells, Jennifer Westfeldt | Tiểu sử, Chính kịch, Hài                  | [ 210 ] |
| T H Á N G M Ư Ờ I       | 19              | Mid90s                                            | A24                                                           | Jonah Hill (đạo diễn/biên kịch); Sunny Suljic, Lucas Hedges, Katherine Waterston | Chính kịch                                | [ 211 ] |
| T H Á N G M Ư Ờ I       | 19              | What They Had                                     | Bleecker Street                                               | Elizabeth Chomko (đạo diễn/biên kịch); Hilary Swank, Michael Shannon, Robert Forster, Blythe Danner, Taissa Farmiga, Josh Lucas | Chính kịch                                | [ 212 ] |
| T H Á N G M Ư Ờ I       | 19              | Wildlife                                          | IFC Films / June Pictures                                     | Paul Dano (đạo diễn/biên kịch); Zoe Kazan (biên kịch); Carey Mulligan, Jake Gyllenhaal, Ed Oxenbould, Bill Camp | Chính kịch                                | [ 213 ] |
| T H Á N G M Ư Ờ I       | 26              | Johnny English: Tái xuất giang hồ                 | Universal Pictures / StudioCanal / Working Title Films        | David Kerr (đạo diễn); William Davies (biên kịch); Rowan Atkinson, Olga Kurylenko, Ben Miller | Hành động, Phiêu lưu, Hài                 | [ 214 ] |
| T H Á N G M Ư Ờ I       | 26              | Mật vụ giải cứu                                   | Summit Entertainment / Original Film                          | Donovan Marsh (đạo diễn); Arne Schmidt, Jamie Moss (biên kịch); Gerard Butler, Gary Oldman, Common, Toby Stephens, Linda Cardellini, David Gyasi, Gabriel Chavarria, Zane Holtz, Michael Nyqvist | Hành động, Rùng rợn                       | [ 215 ] |
| T H Á N G M Ư Ờ I       | 26              | Suspiria                                          | Amazon Studios                                                | Luca Guadagnino (đạo diễn); David Kajganich (biên kịch); Dakota Johnson, Tilda Swinton, Mia Goth, Jessica Harper, Chloë Grace Moretz | Kinh dị                                   | [ 216 ] |
| T H Á N G M Ư Ờ I       | 26              | Indivisible                                       | Pure Flix                                                     | David G. Evans (đạo diễn/biên kịch); Cheryl McKay (biên kịch); Justin Bruening, Sarah Drew, Jason George, Tia Mowry, Michael O'Neill, Eric Close, Madeline Carroll, Tanner Stine, Skye P. Marshall | Chính kịch                                | [ 217 ] |
| T H Á N G M Ư Ờ I       | 26              | Bullitt County                                    | Mr. Pictures                                                  | David McCracken (đạo diễn/biên kịch); Mike C. Nelson, Jenni Melear, David McCracken, Napoleon Ryan, Richard Riehle, Dorothy Lyman | Rùng rợn                                  | [ 218 ] |
| T H Á N G M Ư Ờ I M Ộ T | 2               | Bohemian Rhapsody: Huyền thoại ngôi sao nhạc rock | 20th Century Fox / Regency Enterprises / GK Films             | Bryan Singer (đạo diễn); Anthony McCarten (biên kịch); Rami Malek, Lucy Boynton, Gwilym Lee, Ben Hardy, Joseph Mazzello, Aidan Gillen, Allen Leech, Tom Hollander, Mike Myers | Tiểu sử, Chính kịch, Âm nhạc              | [ 219 ] |
| T H Á N G M Ư Ờ I M Ộ T | 2               | Kẹp Hạt Dẻ và bốn vương quốc                      | Walt Disney Pictures                                          | Lasse Hallström, Joe Johnston (đạo diễn); Ashleigh Powell (biên kịch); Keira Knightley, Mackenzie Foy, Eugenio Derbez, Matthew Macfadyen, Richard E. Grant, Misty Copeland, Helen Mirren, Morgan Freeman | Kỳ ảo                                     | [ 220 ] |
| T H Á N G M Ư Ờ I M Ộ T | 2               | Nobody's Fool                                     | Paramount Players / Tyler Perry Studios                       | Tyler Perry (đạo diễn/biên kịch); Tiffany Haddish, Tika Sumpter, Omari Hardwick, Whoopi Goldberg, Amber Riley | Hài                                       | [ 221 ] |
| T H Á N G M Ư Ờ I M Ộ T | 2               | Boy Erased                                        | Focus Features                                                | Joel Edgerton (đạo diễn/biên kịch); Lucas Hedges, Nicole Kidman, Russell Crowe, Joel Edgerton, Joe Alwyn, Xavier Dolan, Troye Sivan, Cherry Jones, Flea | Tiểu sử, Chính kịch                       | [ 222 ] |
| T H Á N G M Ư Ờ I M Ộ T | 2               | A Private War                                     | Aviron Pictures                                               | Matthew Heineman (đạo diễn); Arash Amel (biên kịch); Rosamund Pike, Jamie Dornan, Stanley Tucci, Tom Hollander | Tiểu sử, Chính kịch                       | [ 223 ] |
| T H Á N G M Ư Ờ I M Ộ T | 2               | Bodied                                            | Neon / YouTube Premium                                        | Joseph Kahn (đạo diễn); Alex Larsen (biên kịch); Calum Worthy, Jackie Long, Rory Uphold, Dumbfoundead, Walter Perez, Anthony Michael Hall | Hài, Chính kịch                           | [ 224 ] |
| T H Á N G M Ư Ờ I M Ộ T | 6               | The Front Runner                                  | Columbia Pictures                                             | Jason Reitman (đạo diễn); Matt Bai, Jason Reitman, Jay Carson (biên kịch); Hugh Jackman, Vera Farmiga, J. K. Simmons, Alfred Molina | Tiểu sử, Chính kịch                       | [ 225 ] |
| T H Á N G M Ư Ờ I M Ộ T | 9               | The Grinch                                        | Universal Pictures / Illumination                             | Yarrow Cheney, Scott Mosier (đạo diễn); Matthew O'Callaghan (đồng đạo diễn); Michael LeSieur, Tommy Swerdlow (biên kịch); Benedict Cumberbatch, Rashida Jones, Kenan Thompson, Cameron Seely, Angela Lansbury, Pharrell Williams                                                                                   | Hoạt hình, Gia đình, Kỳ ảo, Hài           | [ 226 ] |
| T H Á N G M Ư Ờ I M Ộ T | 9               | Cô gái trong lưới nhện ảo                         | Columbia Pictures / Scott Rudin Productions                   | Fede Alvarez (đạo diễn/biên kịch); Steven Knight, Jay Basu (biên kịch); Claire Foy, Sverrir Gudnason, Lakeith Stanfield, Sylvia Hoeks, Stephen Merchant | Tội phạm, Rùng rợn                        | [ 163 ] |
| T H Á N G M Ư Ờ I M Ộ T | 9               | Chiến dịch Overlord                               | Paramount Pictures / Bad Robot Productions                    | Julius Avery (đạo diễn); Billy Ray, Mark L. Smith (biên kịch); Jovan Adepo, Wyatt Russell, Mathilde Ollivier, John Magaro, Gianny Taufer, Pilou Asbæk, Bokeem Woodbine | Hành động, Kinh dị, Rùng rợn              | [ 227 ] |
| T H Á N G M Ư Ờ I M Ộ T | 15              | Conundrum: Secrets Among Friends                  | Lionsgate                                                     | Josh Webber (đạo diễn); Shaun Cairo (Screenplay), Jo Marie Payton, Gary Leroi Gray, Paula Jai Parker, Parker McKenna Posey | Chính kịch, Rùng rợn                      | [ 228 ] |
| T H Á N G M Ư Ờ I M Ộ T | 16              | Sinh vật huyền bí: Tội ác của Grindelwald         | Warner Bros. Pictures / Heyday Films                          | David Yates (đạo diễn); J. K. Rowling (biên kịch); Eddie Redmayne, Katherine Waterston, Dan Fogler, Alison Sudol, Ezra Miller, Zoë Kravitz, Callum Turner, Claudia Kim, William Nadylam, Kevin Guthrie, Jude Law, Johnny Depp                                                                                      | Kỳ ảo                                     | [ 229 ] |
| T H Á N G M Ư Ờ I M Ộ T | 16              | Khi các góa phụ hành động                         | 20th Century Fox / Regency Enterprises                        | Steve McQueen (đạo diễn/biên kịch); Gillian Flynn (biên kịch); Viola Davis, Michelle Rodriguez, Elizabeth Debicki, Cynthia Erivo, Colin Farrell, Brian Tyree Henry, Daniel Kaluuya, Garret Dillahunt, Carrie Coon, Jacki Weaver, Jon Bernthal, Manuel Garcia-Rulfo, Robert Duvall, Liam Neeson                     | Trộm cướp, Rùng rợn, Tội phạm             | [ 44 ]  |
| T H Á N G M Ư Ờ I M Ộ T | 16              | Con nuôi bất đắc dĩ                               | Paramount Pictures                                            | Sean Anders (đạo diễn/biên kịch); John Morris (biên kịch); Mark Wahlberg, Rose Byrne, Isabela Moner, Tig Notaro, Octavia Spencer | Hài                                       | [ 230 ] |
| T H Á N G M Ư Ờ I M Ộ T | 21              | Wreck-It Ralph 2: Phá đảo thế giới ảo             | Walt Disney Pictures / Walt Disney Animation Studios          | Rich Moore, Phil Johnston (đạo diễn); Phil Johnston, Pamela Ribon (biên kịch); John C. Reilly, Sarah Silverman, Gal Gadot, Taraji P. Henson, Jack McBrayer, Jane Lynch, Bill Hader, Alfred Molina, Alan Tudyk, Ed O'Neill                                                                                          | Hoạt hình, Kỳ ảo, Phiêu lưu, Hài          | [ 49 ]  |
| T H Á N G M Ư Ờ I M Ộ T | 21              | Creed II                                          | Metro-Goldwyn-Mayer / Warner Bros. Pictures                   | Steven Caple Jr. (đạo diễn); Sylvester Stallone, Juel Taylor (biên kịch); Michael B. Jordan, Sylvester Stallone, Tessa Thompson, Dolph Lundgren, Florian Munteanu, Wood Harris, Phylicia Rashad | Thể thao, Chính kịch                      | [ 231 ] |
| T H Á N G M Ư Ờ I M Ộ T | 21              | Robin Hood                                        | Summit Entertainment                                          | Otto Bathurst (đạo diễn); Ben Chandler, David James Kelly (biên kịch); Taron Egerton, Jamie Foxx, Ben Mendelsohn, Eve Hewson, Tim Minchin, Jamie Dornan | Hành động, Phiêu lưu                      | [ 232 ] |
| T H Á N G M Ư Ờ I M Ộ T | 21              | Green Book                                        | Universal Pictures / Participant Media                        | Peter Farrelly (đạo diễn/biên kịch); Brian Hayes Currie, Nick Vallelonga (biên kịch); Viggo Mortensen, Mahershala Ali, Linda Cardellini | Chính kịch                                | [ 233 ] |
| T H Á N G M Ư Ờ I M Ộ T | 21              | Roma                                              | Netflix                                                       | Alfonso Cuarón (đạo diễn/biên kịch); Yalitza Aparicio, Marina de Tavira, Fernando Grediaga, Jorge Antonio Guerrero | Chính kịch                                | [ 234 ] |
| T H Á N G M Ư Ờ I M Ộ T | 23              | The Favourite                                     | Fox Searchlight Pictures                                      | Yorgos Lanthimos (đạo diễn); Deborah Davis, Tony McNamara (biên kịch); Olivia Colman, Emma Stone, Rachel Weisz, Nicholas Hoult, Joe Alwyn, James Smith, Mark Gatiss | Tiểu sử, Chính kịch                       | [ 235 ] |
| T H Á N G M Ư Ờ I M Ộ T | 23              | Kẻ trộm siêu thị                                  | Magnolia Pictures                                             | Hirokazu Kore-eda (đạo diễn/biên kịch); Lily Franky, Sakura Ando, Mayu Matsuoka, Kairi Jō, Miyu Sasaki, Kirin Kiki | Chính kịch                                | [ 236 ] |
| T H Á N G M Ư Ờ I M Ộ T | 24              | Pokémon the Movie: Sức mạnh của chúng ta          | The Pokémon Company International / Fathom Events / OLM, Inc. | Tetsuo Yajima (đạo diễn); Eiji Umehara, Aya Takaha (Screenplay); Sarah Natochenny | Hoạt hình, Phiêu lưu                      | [ 237 ] |
| T H Á N G M Ư Ờ I M Ộ T | 29              | Mowgli: Legend of the Jungle                      | Netflix / Warner Bros. Pictures                               | Andy Serkis (đạo diễn); Callie Kloves (biên kịch); Rohan Chand, Christian Bale, Cate Blanchett, Benedict Cumberbatch, Naomie Harris, Andy Serkis, Matthew Rhys, Freida Pinto | Phiêu lưu, Kỳ ảo                          | [ 238 ] |
| T H Á N G M Ư Ờ I M Ộ T | 29              | 2.0                                               | Lyca Productions                                              | S. Shankar (đạo diễn/biên kịch); Rajinikanth, Akshay Kumar, Amy Jackson, Sudhanshu Pandey | Khoa học viễn tưởng, Hành động            | [ 239 ] |
| T H Á N G M Ư Ờ I M Ộ T | 30              | Xác chết quỷ ám                                   | Screen Gems                                                   | Diederik Van Rooijen (đạo diễn), Brian Sieve (biên kịch), Shay Mitchell, Grey Damon, Kirby Johnson, Stana Katic | Kinh dị                                   | [ 240 ] |
| T H Á N G M Ư Ờ I M Ộ T | 30              | Anna and the Apocalypse                           | Orion Pictures                                                | John McPhail (đạo diễn); Alan McDonald, Ryan McHenry (biên kịch); Ella Hunt, Malcolm Cumming, Marli Siu, Sarah Swire, Christopher Leveaux, Ben Wiggins | Kinh dị, Âm nhạc, Hài                     | [ 241 ] |
| T H Á N G M Ư Ờ I H A I | 4               | Capernaum                                         | Sony Pictures Classics                                        | Nadine Labaki (đạo diễn/biên kịch); Zain Al Rafeea, Yordanos Shiferaw, Boluwatife Treasure Bankole, Kawthar Al Haddad | Chính kịch                                | [ 242 ] |
| T H Á N G M Ư Ờ I H A I | 7               | Mary Queen of Scots                               | Focus Features / Working Title Films                          | Josie Rourke (đạo diễn); Beau Willimon (biên kịch); Saoirse Ronan, Margot Robbie, Jack Lowden, Joe Alwyn, David Tennant, Guy Pearce | Lịch sử, Chính kịch                       | [ 243 ] |
| T H Á N G M Ư Ờ I H A I | 7               | Ben Is Back                                       | LD Entertainment / Lionsgate / Roadside Attractions           | Peter Hedges (đạo diễn/biên kịch); Lucas Hedges, Julia Roberts, Kathryn Newton, Courtney B. Vance | Chính kịch                                | [ 244 ] |
| T H Á N G M Ư Ờ I H A I | 7               | The Silence                                       | Global Road Entertainment                                     | John R. Leonetti (đạo diễn); Carey Van Dyke, Shane Van Dyke (biên kịch); Miranda Otto, Stanley Tucci, John Corbett | Chính kịch, Rùng rợn                      | [ 245 ] |
| T H Á N G M Ư Ờ I H A I | 14              | Người Nhện: Vũ trụ mới                            | Columbia Pictures / Sony Pictures Animation                   | Bob Persichetti, Peter Ramsey, Rodney Rothman (đạo diễn); Phil Lord, Rodney Rothman (biên kịch); Shameik Moore, Jake Johnson, Chris Pine, Hailee Steinfeld, Mahershala Ali, Brian Tyree Henry, Luna Lauren Velez, Lily Tomlin, Zoë Kravitz, John Mulaney, Kimiko Glenn, Nicolas Cage, Kathryn Hahn, Liev Schreiber | Hoạt hình, Siêu anh hùng, Hành động, Hài  | [ 246 ] |
| T H Á N G M Ư Ờ I H A I | 14              | Cỗ máy tử thần                                    | Universal Pictures / Media Rights Capital / WingNut Films     | Christian Rivers (đạo diễn); Peter Jackson, Fran Walsh, Philippa Boyens (biên kịch); Hugo Weaving, Hera Hilmar, Robert Sheehan, Jihae, Ronan Raftery, Leila George, Patrick Malahide, Stephen Lang | Khoa học viễn tưởng, Hành động, Phiêu lưu | [ 247 ] |
| T H Á N G M Ư Ờ I H A I | 14              | The Mule                                          | Warner Bros. Pictures                                         | Clint Eastwood (đạo diễn); Nick Schenk (biên kịch); Clint Eastwood, Bradley Cooper, Laurence Fishburne, Michael Peña, Dianne Wiest, Andy Garcia | Tiểu sử, Chính kịch, Tội phạm             | [ 248 ] |
| T H Á N G M Ư Ờ I H A I | 14              | If Beale Street Could Talk                        | Annapurna Pictures / Plan B Entertainment                     | Barry Jenkins (đạo diễn/biên kịch); Kiki Layne, Stephan James, Teyonah Parris, Regina King, Dave Franco, Ed Skrein, Diego Luna, Emily Rios | Chính kịch, Lãng mạn                      | [ 249 ] |
| T H Á N G M Ư Ờ I H A I | 19              | Mary Poppins trở lại                              | Walt Disney Pictures                                          | Rob Marshall (đạo diễn); David Magee (biên kịch); Emily Blunt, Lin-Manuel Miranda, Ben Whishaw, Emily Mortimer, Julie Walters, Colin Firth, Meryl Streep, Dick Van Dyke, Angela Lansbury | Âm nhạc, Kỳ ảo, Gia đình                  | [ 250 ] |
| T H Á N G M Ư Ờ I H A I | 21              | Aquaman: Đế vương Atlantis                        | Warner Bros. Pictures / DC Entertainment                      | James Wan (đạo diễn); David Leslie Johnson-McGoldrick, Will Beall (biên kịch); Jason Momoa, Amber Heard, Willem Dafoe, Patrick Wilson (diễn viên người Mỹ);Patrick Wilson, Dolph Lundgren, Yahya Abdul-Mateen II, Nicole Kidman                                                                                    | Siêu anh hùng, Hành động, Phiêu lưu       | [ 251 ] |
| T H Á N G M Ư Ờ I H A I | 21              | Bumblebee                                         | Paramount Pictures / Allspark Pictures                        | Travis Knight (đạo diễn); Christina Hodson (biên kịch); Hailee Steinfeld, John Cena, Jorge Lendeborg Jr., John Ortiz, Jason Drucker, Pamela Adlon | Hành động, Phiêu lưu, Khoa học viễn tưởng | [ 252 ] |
| T H Á N G M Ư Ờ I H A I | 21              | Welcome to Marwen                                 | Universal Pictures / DreamWorks / ImageMovers                 | Robert Zemeckis (đạo diễn/biên kịch); Caroline Thompson (biên kịch); Steve Carell, Leslie Mann, Diane Kruger, Falk Hentschel, Janelle Monáe, Eiza Gonzalez, Gwendoline Christie | Kỳ ảo, Chính kịch                         | [ 253 ] |
| T H Á N G M Ư Ờ I H A I | 21              | Cold War                                          | Amazon Studios                                                | Paweł Pawlikowski (đạo diễn); Paweł Pawlikowski, Janusz Głowacki (biên kịch); Joanna Kulig, Tomasz Kot, Agata Kulesza | Chính kịch                                | [ 254 ] |
| T H Á N G M Ư Ờ I H A I | 21              | Bỗng dưng làm sếp                                 | STX Entertainment                                             | Peter Segal (đạo diễn); Elaine Goldsmith-Thomas, Justin Zackham (biên kịch); Jennifer Lopez, Vanessa Hudgens, Leah Remini, Annaleigh Ashford, Freddie Stroma, Dan Bucatinsky, Milo Ventimiglia, Treat Williams, Larry Miller                                                                                       | Lãng mạn, Hài                             | [ 255 ] |
| T H Á N G M Ư Ờ I H A I | 25              | Holmes & Watson                                   | Columbia Pictures / Gary Sanchez Productions                  | Etan Cohen (đạo diễn/biên kịch); Will Ferrell, John C. Reilly, Rebecca Hall, Ralph Fiennes, Rob Brydon, Kelly Macdonald, Steve Coogan, Lauren Lapkus, Pam Ferris, Hugh Laurie | Bí ẩn, Hài                                | [ 163 ] |
| T H Á N G M Ư Ờ I H A I | 25              | Vice                                              | Annapurna Pictures / Plan B Entertainment                     | Adam McKay (đạo diễn/biên kịch); Christian Bale, Amy Adams, Steve Carell, Sam Rockwell, Tyler Perry, Alison Pill, Lily Rabe, Jesse Plemons | Tiểu sử, Chính kịch                       | [ 136 ] |
| T H Á N G M Ư Ờ I H A I | 25              | On the Basis of Sex                               | Focus Features                                                | Mimi Leder (đạo diễn); Daniel Stiepleman (biên kịch); Felicity Jones, Armie Hammer, Justin Theroux, Jack Reynor, Cailee Spaeny, Sam Waterston, Kathy Bates | Tiểu sử, Chính kịch                       | [ 222 ] |
| T H Á N G M Ư Ờ I H A I | 25              | Destroyer                                         | Annapurna Pictures                                            | Karyn Kusama (đạo diễn); Phil Hay, Matt Manfredi (biên kịch); Nicole Kidman, Sebastian Stan, Toby Kebbell, Tatiana Maslany, Bradley Whitford, Jade Pettyjohn, Scoot McNairy | Tội phạm, Rùng rợn                        | [ 256 ] |
| T H Á N G M Ư Ờ I H A I | 28              | Black Mirror: Bandersnatch                        | Netflix                                                       | David Slade (đạo diễn); Charlie Brooker (biên kịch); Fionn Whitehead, Will Poulter, Asim Chaudhry, Craig Parkinson, Alice Lowe, Tallulah Haddon, Catriona Knox, Jonathan Aris | Khoa học viễn tưởng, Rùng rợn             | [ 257 ] |